# Hưng Yên
Hưng Yên là một tỉnh thuộc vùng đồng bằng sông Hồng, nằm ở miền Bắc Việt Nam, với trung tâm hành chính cách thủ đô Hà Nội khoảng hơn 55 km về phía Đông Nam.
Hưng Yên là vùng đất lưu giữ nhiều di tích lịch sử với truyền thống và văn hóa lâu đời, là quê hương của nhiều danh nhân và nhà lãnh đạo như Triệu Việt Vương, Trần Thủ Độ, Phạm Ngũ Lão, Hải Thượng Lãn Ông, Lê Quý Đôn, Hoàng Hoa Thám, Hoàng Văn Thái, Nguyễn Văn Linh, Tô Lâm...
Phố Hiến, trung tâm hành chính của tỉnh ngày nay, là một thương cảng cổ vang danh xứ Bắc ở thế kỷ XVII - XVIII. Danh tiếng phồn hoa một thời được thể hiện qua câu ca: “Thứ nhất Kinh Kỳ, thứ nhì Phố Hiến”, nơi đây từng được sánh ngang với kinh đô Thăng Long về sự sầm uất với luồng thuyền bè, thương nhân đến từ hơn 10 quốc gia trên thế giới như Nhật Bản, Trung Quốc, Anh, Pháp, Hà Lan, Bồ Đào Nha...
Với vị trí địa lý thuận lợi, nằm trong Vùng kinh tế trọng điểm Bắc Bộ, Hưng Yên đóng vai trò là cầu nối quan trọng giữa các trung tâm kinh tế lớn. Hưng Yên hiện nay cũng đang phát triển mạnh mẽ về công nghiệp, thương mại và dịch vụ, hướng tới mục tiêu xây dựng đô thị văn minh và hiện đại, song vẫn giữ gìn nét đẹp văn hóa truyền thống của vùng đất "Phố Hiến xưa".
Theo dữ liệu Sáp nhập tỉnh, thành Việt Nam 2025, sau khi sáp nhập với tỉnh Thái Bình, tỉnh Hưng Yên có diện tích: 2.514,81km² (xếp thứ 34); dân số: 3.567.943 người (xếp thứ 16); GRDP năm 2024: 292.602.496 triệu VNĐ (xếp thứ 12); thu ngân sách năm 2024: 53.112.677 triệu VNĐ (xếp thứ 10); thu nhập bình quân năm 2024: 69,93 triệu VNĐ/năm (xếp thứ 6).

## Lịch sử

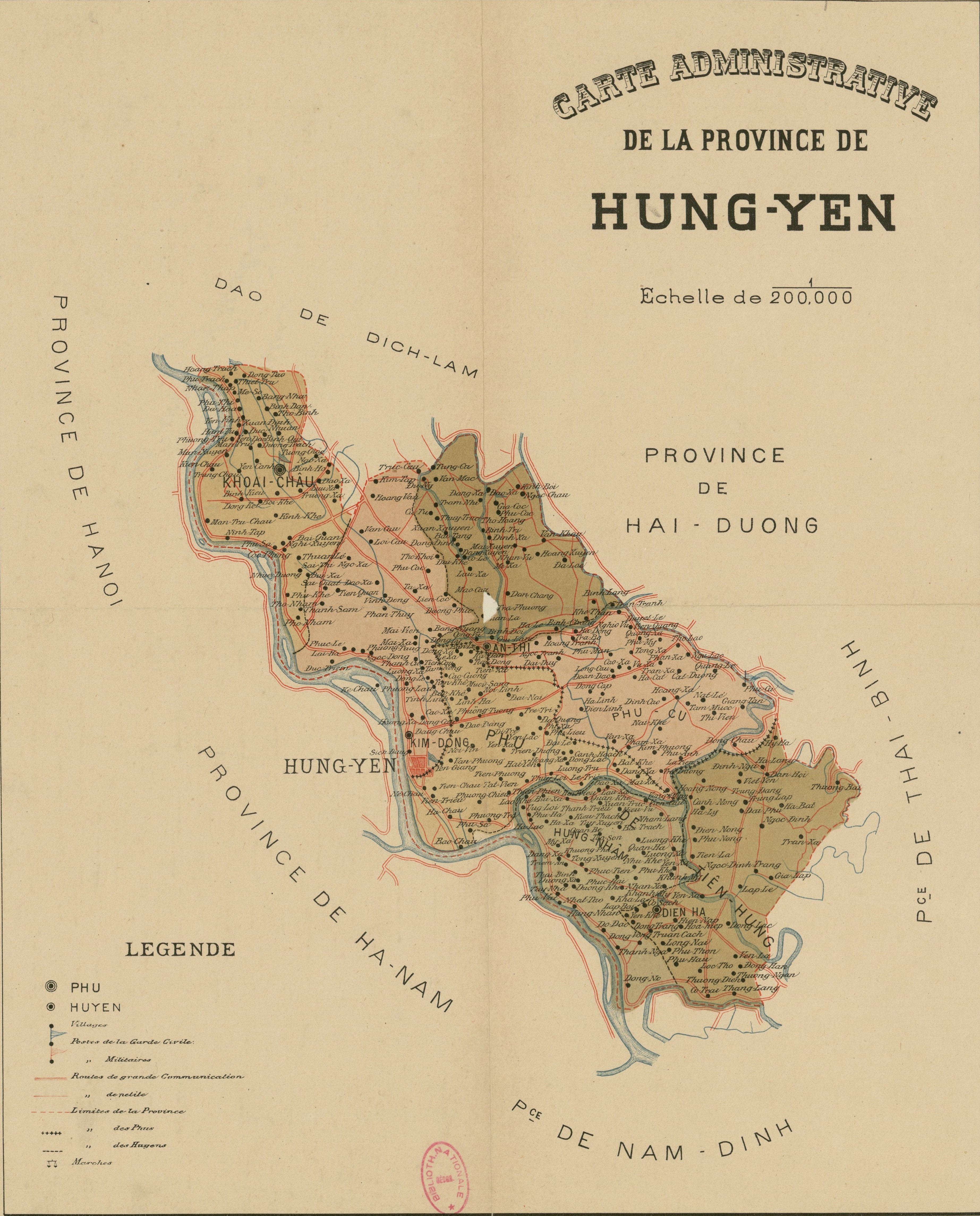
Bản đồ tỉnh Hưng Yên năm 1891

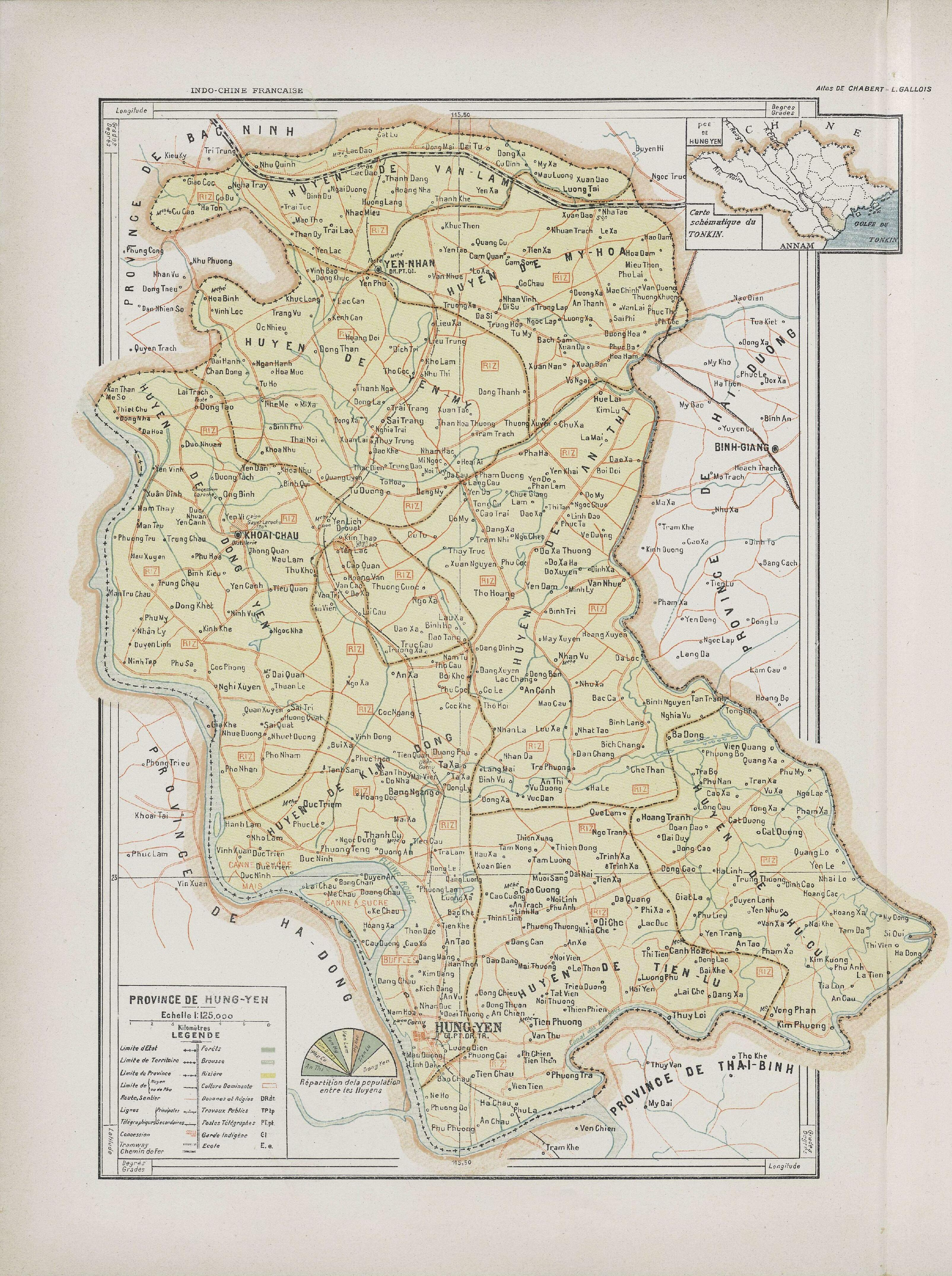
Bản đồ tỉnh Hưng Yên năm 1909

Tỉnh Hưng Yên nguyên thuộc thừa tuyên Thiên Trường đặt vào năm Quang Thuận thứ 10 đời Lê (1466). Năm 1469, Hưng Yên thuộc thừa tuyên Thiên Trường đổi thành Sơn Nam. Đến năm Cảnh Hưng thứ 2 thời Hậu Lê (1741), chia Sơn Nam thành Sơn Nam Thượng và Sơn Nam Hạ. Đời nhà Nguyễn năm Minh Mệnh thứ 3 (1822), Sơn Nam Thượng đổi thành trấn Sơn Nam còn Sơn Nam Hạ thì gọi là trấn Nam Định. Năm Minh Mệnh thứ 12 (1831), tên tỉnh Hưng Yên lần đầu xuất hiện, được thành lập gồm các huyện Đông Yên, Kim Động, Thiên Thi, Tiên Lữ, Phù Dung của trấn Sơn Nam và Thần Khê, Hưng Nhân, Duyên Hà của trấn Nam Định. Năm 1842, đổi tên huyện Phù Dung thành huyện Phù Cừ. Năm Tự Đức thứ 15 (1862), đổi huyện Thiên Thi thành huyện Ân Thi. Năm 1885, đổi tên huyện Đường Hào thành huyện Mỹ Hào. 
Ngày 21 tháng 3 năm 1890, Toàn quyền Đông Dương ra nghị định thành lập tỉnh Thái Bình, gồm các huyện Vũ Tiên, Thư Trì, Chân Định, Tiền Hải, Đông Quan, Thuỵ Anh, Thanh Quan, Quỳnh Côi và Phụ Dực tách từ tỉnh Nam Định) và huyện Thần Khê (tách từ tỉnh Hưng Yên).
Ngày 25 tháng 2 năm 1890, Toàn quyền Đông Dương ra nghị định thành lập đạo Bãi Sậy, gồm 4 huyện:
- Huyện Yên Mỹ: được thành lập từ một số tổng huyện Đông Yên, Ân Thi của tỉnh Hưng Yên; một số tổng của huyện Mỹ Hào của tỉnh Hải Dương, một số tổng của huyện Văn Giang, tỉnh Bắc Ninh.
- Huyện Mỹ Hào: gồm các tổng còn lại sau khi cắt sang huyện Yên Mỹ.
- Huyện Cẩm Lương: gồm một số tổng thuộc huyện Cẩm Giàng của tỉnh Hải Dương, một số tổng thuộc huyện Lương Tài và Siêu Loại của tỉnh Bắc Ninh.
- Huyện Văn Lâm: chính thức được thành lập gồm một số tổng thuộc 3 huyện Văn Giang, Gia Lâm và Siêu Loại của tỉnh Bắc Ninh.

Trong năm 1891, hai lần Toàn quyền Đông Dương ra nghị định (12-4) và quyết định (32-11) để bãi bỏ đạo Bãi Sậy, nhập các huyện Yên Mỹ, Mỹ Hào, Văn Lâm vào tỉnh Hưng Yên. 
Ngày 28 tháng 11 năm 1894, Toàn quyền Đông Dương ra nghị định cắt hai huyện Hưng Nhân và Duyên Hà thuộc tỉnh Hưng Yên sáp nhập vào tỉnh Thái Bình; lấy sông Luộc làm ranh giới giữa hai tỉnh Hưng Yên và Thái Bình.
Ngày 4 tháng 2 năm 1895, Kinh lược sứ Bắc Kỳ ra quyết định sáp nhập các làng Kỳ Bá, Bồ Xuyên vào phủ lỵ Kiến Xương để lập thị xã Thái Bình. 
Sau năm 1945, bỏ cấp phủ, các huyện có sở lỵ phủ thì đổi theo tên của phủ kiêm quản trước đó: Thanh Quan thành Thái Ninh, Trực Định thành Kiến Xương, Thần Khê thành Tiên Hưng, Đông Yên thành Khoái Châu.
Khi đó, tỉnh Thái Bình có 13 đơn vị hành chính gồm thị xã Thái Bình và 12 huyện: Đông Quan, Duyên Hà, Hưng Nhân, Kiến Xương, Phụ Dực, Quỳnh Côi, Thái Ninh, Thư Trì, Thụy Anh, Tiền Hải, Tiên Hưng, Vũ Tiên.
Ngày 15 tháng 8 năm 1946, theo Nghị định số 1216 của Uỷ ban Hành chính Bắc Bộ thành lập thị xã Hưng Yên gồm 2 khu phố Đằng Giang và Đầu Lĩnh.
Tháng 2 năm 1947, huyện Văn Giang của tỉnh Bắc Ninh được sáp nhập vào tỉnh Hưng Yên. Lúc này, tỉnh Hưng Yên gồm các thị xã Hưng Yên và các huyện Văn Lâm, Văn Giang, Mỹ Hào, Yên Mỹ, Khoái Châu, Kim Động, Ân Thi, Tiên Lữ và Phù Cừ.
Ngày 2 tháng 12 năm 1955, điều chỉnh địa giới của các huyện Đông Quan, Phụ Dực, Quỳnh Côi, Thái Ninh, Thụy Anh, Tiên Hưng, Tiền Hải.
Ngày 28 tháng 2 năm 1958, điều chỉnh địa giới của ba huyện Phụ Dực, Quỳnh Côi và Thụy Anh.
Ngày 31 tháng 5 năm 1961, xã Văn Đức thuộc huyện Văn Giang được sáp nhập về huyện Gia Lâm của thành phố Hà Nội.
Ngày 19 tháng 4 năm 1963, điều chỉnh địa giới hành chính huyện Vũ Tiên và Thư Trì để mở rộng thị xã Thái Bình.
Ngày 26 tháng 1 năm 1968, tỉnh Hưng Yên và tỉnh Hải Dương được sáp nhập với nhau, lấy tên là tỉnh Hải Hưng, tỉnh lỵ được đặt tại thị xã Hải Dương (nay là thành phố Hải Dương).
Ngày 17 tháng 6 năm 1969, 2 huyện Hưng Nhân, Duyên Hà và 5 xã: Bắc Sơn, Đông Đô, Hòa Bình, Chi Lăng và Tây Đô của huyện Tiên Hưng hợp nhất thành huyện Hưng Hà; huyện Đông Quan và phần còn lại của huyện Tiên Hưng hợp nhất thành huyện Đông Hưng; 2 huyện Quỳnh Côi và Phụ Dực hợp nhất thành huyện Quỳnh Phụ; 2 huyện Thái Ninh và Thụy Anh hợp nhất thành huyện Thái Thụy; 13 xã của huyện Vũ Tiên được sáp nhập vào huyện Kiến Xương, phần còn lại của huyện Vũ Tiên và Thư Trì hợp nhất thành huyện Vũ Thư.Tỉnh Thái Bình còn 1 thị xã và 7 huyện.
Năm 1975, thị xã Hưng Yên gồm 2 phường Lê Lợi, Minh Khai và xã Hồng Châu.
Ngày 11 tháng 3 năm 1977, hợp nhất 2 huyện Phù Cừ và Tiên Lữ thành huyện Phù Tiên; hợp nhất 2 huyện Văn Giang và Yên Mỹ thành huyện Văn Yên; hợp nhất 2 huyện Văn Lâm và Mỹ Hào thành huyện Văn Mỹ.
Ngày 24 tháng 2 năm 1979, hợp nhất 2 huyện Kim Động và Ân Thi thành huyện Kim Thi; hợp nhất huyện Văn Mỹ và 1 phần huyện Văn Yên thành huyện Mỹ Văn; hợp nhất phần còn lại của huyện Văn Yên và huyện Khoái Châu thành huyện Châu Giang.
Ngày 4 tháng 1 năm 1982, điều chỉnh địa giới hành chính huyện Kim Thi để mở rộng thị xã Hưng Yên.
Ngày 8 tháng 4 năm 1982, điều chỉnh địa giới hành chính huyện Vũ Thư để mở rộng thị xã Thái Bình.
Ngày 20 tháng 3 năm 1986, điều chỉnh địa giới hành chính huyện Vũ Thư và Đông Hưng để mở rộng thị xã Thái Bình.
Ngày 27 tháng 1 năm 1996, chia huyện Kim Thi thành 2 huyện: Kim Động và Ân Thi.
Ngày 6 tháng 11 năm 1996, tái lập tỉnh Hưng Yên từ tỉnh Hải Hưng. Sau khi tách ra, tỉnh Hưng Yên có 6 đơn vị hành chính gồm thị xã Hưng Yên và 5 huyện: Ân Thi, Châu Giang, Kim Động, Mỹ Văn, Phù Tiên.
Ngày 24 tháng 2 năm 1997, chia huyện Phù Tiên thành 2 huyện: Phù Cừ và Tiên Lữ.
Ngày 24 tháng 7 năm 1999, chia huyện Châu Giang thành 2 huyện: Khoái Châu và Văn Giang; chia huyện Mỹ Văn thành 3 huyện: Mỹ Hào, Văn Lâm, Yên Mỹ.
Ngày 23 tháng 9 năm 2003, điều chỉnh địa giới hành chính huyện Kim Động và Tiên Lữ để mở rộng thị xã Hưng Yên.
Ngày 18 tháng 4 năm 2003, thị xã Thái Bình được công nhận là đô thị loại III.
Ngày 29 tháng 4 năm 2004, chuyển thị xã Thái Bình thành thành phố Thái Bình. Tỉnh Thái Bình có 1 thành phố và 7 huyện như hiện nay.
Vào ngày 30 tháng 7 năm 2007, thị xã Hưng Yên đã chính thức trở thành đô thị loại III theo Quyết định số 1012/QĐ-BXD ngày 17 tháng 7 năm 2007 của Bộ Xây dựng.
Ngày 19 tháng 1 năm 2009, chuyển thị xã Hưng Yên thành thành phố Hưng Yên.
Ngày 6 tháng 8 năm 2013, điều chỉnh địa giới hành chính huyện Kim Động và Tiên Lữ để mở rộng thị xã Hưng Yên.
Ngày 12 tháng 12 năm 2013, Thủ tướng Chính phủ ban hành Quyết định 2418/QĐ-TTg công nhận thành phố Thái Bình là đô thị loại II.
Ngày 1 tháng 5 năm 2019, chuyển huyện Mỹ Hào thành thị xã Mỹ Hào.
Ngày 12 tháng 6 năm 2025, Quốc hội ban hành Nghị quyết số 202/2025/QH15 về việc sắp xếp đơn vị hành chính cấp tỉnh (nghị quyết có hiệu lực từ ngày 12 tháng 6 năm 2025). Theo đó, sáp nhập tỉnh Thái Bình vào tỉnh Hưng Yên, trung tâm hành chính đặt tại tỉnh Hưng Yên hiện nay.

## Địa lý

### Vị trí và lãnh thổ
Tỉnh Hưng Yên nằm ở trung tâm vùng đồng bằng sông Hồng, có vị trí địa lý:
- Phía Đông giáp với Vịnh Bắc Bộ (thuộc Biển Đông) và thành phố Hải Phòng.
- Phía Tây giáp với thủ đô Hà Nội.
- Phía Nam giáp với tỉnh Ninh Bình.
- Phía Bắc giáp với thành phố Hải Phòng và tỉnh Bắc Ninh.

Tỉnh Hưng Yên thuộc quy hoạch Vùng thủ đô Hà Nội. Trung tâm hành chính của tỉnh đặt tại phường Phố Hiến, nằm cách trung tâm thủ đô Hà Nội 60 km về phía Đông Nam, cách trung tâm thành phố Hải Phòng 112 km về hướng Tây Nam theo đường bộ.
Sau khi hợp nhất với tỉnh Thái Bình, diện tích của tỉnh Hưng Yên là 2.514,81 km², đứng hạng 34 trên tổng số 34 tỉnh/thành phố sau sáp nhập, là tỉnh có diện tích nhỏ nhất Việt Nam.

### Điều kiện tự nhiên

#### Địa hình
Địa hình của tỉnh Hưng Yên khá bằng phẳng, chủ yếu là đất phù sa màu mỡ, không có đồi núi hay vùng cao, đặc trưng của vùng đồng bằng châu thổ sông Hồng. Độ cao trung bình dao động từ 2 đến 6 mét so với mực nước biển và có xu hướng thấp dần từ Bắc xuống Nam, từ Tây sang Đông. Địa hình hàng năm được bồi đắp thêm phù sa, ít bị chia cắt, tạo điều kiện thuận lợi cho việc phát triển giao thông, xây dựng cơ sở hạ tầng và tổ chức sản xuất nông nghiệp quy mô lớn.

Hồ Bán Nguyệt ở phường Phố Hiến, ở phía xa là sông Hồng

Hưng Yên có mạng lưới ao, hồ, đầm và sông ngòi khá dày đặc với hệ thống sông Hồng và các phân lưu của nó như sông Luộc, sông Trà Lý. Bên cạnh đó, Hưng Yên còn có các hệ thống sông nhỏ hơn như: sông Cửu An, sông Tây Kẻ Sặt, sông Hoan Ái, sông Nghĩa Trụ, sông Điện Biên, sông Kim Sơn (đều thuộc hệ thống sông Bắc Hưng Hải), sông Hóa, sông Diêm Hộ, sông Tiên Hưng... là điều kiện thuận lợi cho sản xuất nông nghiệp và cả giao thông đường thuỷ.
Sau khi hợp nhất với tỉnh Thái Bình, tỉnh Hưng Yên có khoảng hơn 52 km bờ biển, có nhiều cửa sông lớn đổ ra biển như cửa Thái Bình, cửa Diêm Hộ, cửa Ba Lạt, tạo nên vùng cửa sông - ven biển giàu phù sa.

#### Khí hậu
Hưng Yên thuộc vùng nhiệt đới gió mùa, có mùa đông lạnh. Nhiệt độ trung bình hàng năm là 23,2°C, nhiệt độ trung bình mùa hè 25°C, mùa đông dưới 20°C. Lượng mưa trung bình dao động trong khoảng 1.500 - 2.000 mm, trong đó tập trung từ tháng 5 đến tháng 10 mưa (chiếm 80 - 85% lượng mưa cả năm). Số giờ nắng trung bình hàng năm khoảng 1.400 giờ (116,7 giờ/tháng), trong đó từ tháng 5 đến tháng 10 trung bình 187 giờ nắng/tháng, từ tháng 11 đến tháng 4 năm sau, trung bình 86 giờ nắng/tháng.
Khí hậu Hưng Yên chia làm 2 mùa chính: mùa đông từ tháng 11 đến tháng 3 năm sau với Gió mùa Đông Bắc là chủ đạo, thời tiết nửa đầu mùa đông là kiểu thời tiết lạnh khô, nửa cuối mùa đông là kiểu thời tiết lạnh ẩm. Mùa hạ từ tháng 5 đến tháng 9 với hướng gió chủ đạo là gió mùa Đông Nam thời tiết nóng và mưa nhiều.
| Dữ liệu khí hậu của Hưng Yên                                 | Dữ liệu khí hậu của Hưng Yên | Dữ liệu khí hậu của Hưng Yên | Dữ liệu khí hậu của Hưng Yên | Dữ liệu khí hậu của Hưng Yên | Dữ liệu khí hậu của Hưng Yên | Dữ liệu khí hậu của Hưng Yên | Dữ liệu khí hậu của Hưng Yên | Dữ liệu khí hậu của Hưng Yên | Dữ liệu khí hậu của Hưng Yên | Dữ liệu khí hậu của Hưng Yên | Dữ liệu khí hậu của Hưng Yên | Dữ liệu khí hậu của Hưng Yên | Dữ liệu khí hậu của Hưng Yên |
| Tháng                                                        | 1                            | 2                            | 3                            | 4                            | 5                            | 6                            | 7                            | 8                            | 9                            | 10                           | 11                           | 12                           | Năm                          |
| ------------------------------------------------------------ | ---------------------------- | ---------------------------- | ---------------------------- | ---------------------------- | ---------------------------- | ---------------------------- | ---------------------------- | ---------------------------- | ---------------------------- | ---------------------------- | ---------------------------- | ---------------------------- | ---------------------------- |
| Cao kỉ lục °C (°F)                                           | 32.0 (89.6)                  | 32.6 (90.7)                  | 37.0 (98.6)                  | 37.4 (99.3)                  | 38.5 (101.3)                 | 39.4 (102.9)                 | 38.4 (101.1)                 | 37.5 (99.5)                  | 35.2 (95.4)                  | 34.0 (93.2)                  | 34.5 (94.1)                  | 30.5 (86.9)                  | 39.4 (102.9)                 |
| Trung bình ngày tối đa °C (°F)                               | 19.5 (67.1)                  | 19.7 (67.5)                  | 22.3 (72.1)                  | 26.7 (80.1)                  | 30.9 (87.6)                  | 32.4 (90.3)                  | 32.7 (90.9)                  | 31.7 (89.1)                  | 30.5 (86.9)                  | 28.3 (82.9)                  | 25.2 (77.4)                  | 21.7 (71.1)                  | 26.8 (80.2)                  |
| Trung bình ngày °C (°F)                                      | 16.2 (61.2)                  | 16.9 (62.4)                  | 19.6 (67.3)                  | 23.5 (74.3)                  | 27.0 (80.6)                  | 28.6 (83.5)                  | 29.0 (84.2)                  | 28.4 (83.1)                  | 27.1 (80.8)                  | 24.5 (76.1)                  | 21.1 (70.0)                  | 17.8 (64.0)                  | 23.3 (73.9)                  |
| Tối thiểu trung bình ngày °C (°F)                            | 14.0 (57.2)                  | 15.0 (59.0)                  | 17.8 (64.0)                  | 21.4 (70.5)                  | 24.2 (75.6)                  | 25.8 (78.4)                  | 26.3 (79.3)                  | 25.8 (78.4)                  | 24.6 (76.3)                  | 21.8 (71.2)                  | 18.4 (65.1)                  | 15.1 (59.2)                  | 20.8 (69.4)                  |
| Thấp kỉ lục °C (°F)                                          | 4.9 (40.8)                   | 5.3 (41.5)                   | 6.6 (43.9)                   | 12.2 (54.0)                  | 16.5 (61.7)                  | 19.4 (66.9)                  | 20.6 (69.1)                  | 21.8 (71.2)                  | 16.5 (61.7)                  | 12.5 (54.5)                  | 8.4 (47.1)                   | 4.8 (40.6)                   | 4.8 (40.6)                   |
| Lượng Giáng thủy trung bình mm (inches)                      | 26 (1.0)                     | 25 (1.0)                     | 48 (1.9)                     | 92 (3.6)                     | 172 (6.8)                    | 229 (9.0)                    | 219 (8.6)                    | 286 (11.3)                   | 261 (10.3)                   | 187 (7.4)                    | 75 (3.0)                     | 24 (0.9)                     | 1.644 (64.7)                 |
| Số ngày giáng thủy trung bình                                | 9.1                          | 12.8                         | 16.6                         | 13.8                         | 13.1                         | 14.2                         | 13.1                         | 15.5                         | 13.7                         | 11.2                         | 7.3                          | 5.5                          | 146.0                        |
| Độ ẩm tương đối trung bình (%)                               | 85.2                         | 87.6                         | 90.1                         | 89.8                         | 86.2                         | 84.4                         | 84.0                         | 87.1                         | 86.9                         | 84.8                         | 82.6                         | 82.4                         | 85.9                         |
| Số giờ nắng trung bình tháng                                 | 75                           | 42                           | 49                           | 93                           | 187                          | 178                          | 205                          | 179                          | 179                          | 173                          | 139                          | 127                          | 1.625                        |
| Nguồn: Vietnam Institute for Building Science and Technology |                              |                              |                              |                              |                              |                              |                              |                              |                              |                              |                              |                              |                              |

#### Tài nguyên và khoáng sản
Hưng Yên không có nhiều nguồn tài nguyên và khoáng sản. Các loại tài nguyên và khoáng sản chính gồm: cát đen, đất sét, nước khoáng, khí đốt và than nâu. Trong đó, cát đen là khoáng sản có trữ lượng lớn và được khai thác phổ biến nhất, tập trung ở ven sông Hồng sông Luộc và sông Trà Lý. Ngoài ra, Hưng Yên còn có mỏ than nâu ở huyện Khoái Châu, khí đốt ở huyện Tiền Hải và nguồn nước khoáng ở huyện Văn Lâm.

## Kinh tế

Khu Công nghiệp Thăng Long II

Hưng Yên là tỉnh thuộc Tam giác kinh tế trọng điểm Hà Nội - Hải Phòng - Quảng Ninh. Cùng với sự phát triển kinh tế của cả nước, nền kinh tế Hưng Yên đang đổi thay từng ngày và được đánh giá là một trong những tỉnh có tốc độ tăng trưởng kinh tế tương đối nhanh và cao.

### Công nghiệp
Hưng Yên là tỉnh nằm trong Vùng kinh tế trọng điểm Bắc Bộ. Cơ cấu kinh tế của tỉnh đang dần chuyển dịch theo hướng công nghiệp hoá, hiện đại hoá. Công nghiệp và xây dựng có bước phát triển khá, tuy còn phải đối mặt với nhiều khó khăn, nhưng tỉnh vẫn đạt được những thành tích đáng khích lệ. Một số ngành hàng tiếp tục được củng cố phát triển, lựa chọn các mặt hàng ưu tiên và có lợi thế để đầu tư chiều sâu, đổi mới công nghệ, tạo ra những sản phẩm chất lượng cao. Các sản phẩm công nghiệp chính của tỉnh là dệt may, giày dép, thép xây dựng, ô tô, xe máy, điện tử, điện dân dụng, công nghiệp thực phẩm, cơ khí chính xác, công nghiệp hỗ trợ...

Khu Công nghiệp Yên Mỹ

Khu Công nghiệp Minh Đức

Hưng Yên là một trong những địa phương có hệ thống khu công nghiệp (KCN) phát triển năng động ở vùng đồng bằng sông Hồng, đóng vai trò quan trọng trong thu hút đầu tư và phát triển kinh tế. Doanh thu từ các dự án trong khu công nghiệp năm 2022 ước đạt 5,5 tỷ USD, giá trị xuất khẩu khoảng 3,1 tỷ USD. Tính đến năm 2024, tỉnh hiện có 17 KCN được quy hoạch với tổng diện tích hơn 4.395 ha, trong đó nhiều khu đã hoàn thiện hạ tầng hiện đại, đồng bộ như KCN Thăng Long II, Phố Nối A, Phố Nối B, Yên Mỹ, Khoái Châu, Minh Đức, Minh Quang, EcoLand Hưng Yên... 
Trong bối cảnh Việt Nam ngày càng khẳng định vị thế trên bản đồ kinh tế toàn cầu, Hưng Yên nổi lên như một điểm sáng thu hút các nhà đầu tư nước ngoài (FDI). Nhờ vị trí chiến lược, hạ tầng đồng bộ và chính sách thu hút đầu tư linh hoạt, tỉnh đang đón nhận “làn sóng” đầu tư FDI mạnh mẽ, góp phần thúc đẩy kinh tế địa phương phát triển bền vững. Tính đến cuối năm 2024, Hưng Yên đã đăng ký 613 dự án FDI, với tổng vốn đạt gần 8,5 tỷ USD, trong đó Nhật Bản đóng góp lớn nhất (~ 3,8 tỷ USD), Hàn Quốc (~ 1,4 tỷ USD) và Trung Quốc (~ 1,3 tỷ USD), tập trung vào các ngành công nghiệp chủ lực như: cơ khí, luyện kim, sản xuất ô tô, xe máy, linh kiện điện tử…
Theo Quyết định 489/2024 của Thủ tướng Chính phủ, tỉnh có kế hoạch phát triển 35 KCN với quy mô hơn 12.000 ha, trong đó 12 khu đã được xây dựng với tổng diện tích khoảng 3.123 ha, 10 KCN đang hoạt động và tiếp nhận dự án thứ cấp, khoảng 2.500 ha đất công nghiệp sẵn sàng cho thuê. Với định hướng xây dựng hệ thống hạ tầng giao thông đồng bộ và hiện đại, nhằm thúc đẩy lưu thông hàng hóa và thu hút nguồn lực đầu tư, Hưng Yên đang từng bước khẳng định vị thế là một trong những trung tâm công nghiệp quan trọng của khu vực Bắc Bộ.

### Nông nghiệp

Đặc sản nhãn lồng Hưng Yên

Nông nghiệp của tỉnh Hưng Yên đóng vai trò quan trọng trong phát triển kinh tế - xã hội, mặc dù tỷ trọng trong cơ cấu kinh tế chỉ chiếm khoảng 6 - 7%. Với điều kiện tự nhiên thuận lợi, đất đai màu mỡ, hệ thống sông ngòi dày đặc, Hưng Yên phát triển nền nông nghiệp đa dạng và hiệu quả, nổi bật với các vùng chuyên canh trồng lúa, rau, cây ăn quả (nhãn, vải, chuối, ổi, cam, bưởi...) hay cây cảnh (hoa, quất, cam, bưởi...). Đặc biệt, nhãn lồng Hưng Yên từ lâu đã trở thành món đặc sản, là sản vật "tiến vua" có thương hiệu nổi tiếng cả nước và xuất khẩu ra nước ngoài.

Vườn trồng quất cảnh ở huyện Khoái Châu

Vườn trồng hoa và cây cảnh ở huyện Văn Giang

Về cây trồng, diện tích gieo cấy lúa là 48.976 ha với năng suất trung bình đạt hơn 59,3 tạ/ha, mặc dù giảm so với kế hoạch (94,2%) và thấp hơn năm 2023. Đáng chú ý, tổng diện tích cây ăn quả đạt 15.381 ha, bao gồm nhãn (5.000 ha, sản lượng 40 - 45 nghìn tấn), vải (1.300 ha, 17 nghìn tấn), chuối (2.500 ha, 50 - 70 nghìn tấn) và cam, bưởi với sản lượng từ 27 nghìn tấn trở lên.
Về chăn nuôi gia súc, gia cầm của tỉnh cũng phát triển mạnh, góp phần nâng cao thu nhập cho người dân. Với đàn lợn đạt khoảng 520.000 con, gia cầm 9,4 triệu con, trâu bò 36.000 con; toàn tỉnh đạt sản lượng thịt hơi hơn 157,7 nghìn tấn và trứng trên 483 triệu quả.
Trong thủy sản, diện tích nuôi trồng khoảng 5.200 - 5.750 ha, với sản lượng đạt hơn 50 - 55 nghìn tấn; đến cuối năm 2024, quy mô nuôi chuyển từ hộ cá nhân sang mô hình hợp tác, ứng dụng kỹ thuật nuôi lồng bè, ao bán nổi nhằm nâng cao hiệu quả.
Trong những năm gần đây, ngành nông nghiệp tỉnh đã đẩy mạnh ứng dụng khoa học kỹ thuật, chuyển đổi cơ cấu cây trồng vật nuôi, phát triển theo hướng “Mỗi xã một sản phẩm” (OCOP) và sản xuất theo chuỗi giá trị VietGAP, với hơn 3.100 ha rau củ quả áp dụng VietGAP, 198 mô hình cánh đồng lớn gần 3.500 ha, và chuyển đổi hơn 1.200 ha đất trồng kém hiệu quả sang cây lâu năm giá trị cao, từng bước nâng cao giá trị sản xuất và xây dựng thương hiệu cho nông sản địa phương. Tuy nhiên, tỷ lệ sản phẩm đạt chuẩn VietGAP chỉ chiếm khoảng 30 - 40% sản lượng và còn hạn chế trong khâu chế biến, liên kết giữa doanh nghiệp và nông dân.
Năm 2024, ngành nông nghiệp và thủy sản của Hưng Yên đạt giá trị sản xuất khoảng 14.053 tỷ đồng, giảm 1,55% so với năm 2023 - trong đó nông nghiệp đạt 12.237 tỷ đồng (giảm 1,6%) và thủy sản đạt 1.571 tỷ đồng (giảm 0,8%). Dù gặp bất lợi do thiên tai như bão gây ngập úng gần 19.000 ha cây trồng và nhiều lồng bè, các biện pháp kỹ thuật và hỗ trợ đã giúp tỉnh Hưng Yên phục hồi sản xuất ổn định.

### Thương mại và dịch vụ

TTTM Vincom Mega Mall Ocean City (Hưng Yên)

Để định hướng phát triển hệ thống hạ tầng thương mại theo quy hoạch, tỉnh đã thu hút, tạo điều kiện cho các doanh nghiệp đầu tư xây dựng các trung tâm thương mại (TTTM), siêu thị, chợ đầu mối nông sản ở các địa phương trong tỉnh, nổi bật là các dự án TTTM Vincom Mega Mall Ocean City, TTTM GO! Hưng Yên, TTTM Như Quỳnh Center, TTTM kết hợp chợ truyền thống Tiên Lữ, Trung tâm hội nghị Lam Sơn, Chợ đầu mối nông sản sông Hồng...

TTTM GO! Hưng Yên với vị trí đắc địa ở phường Phố Hiến

Trong 6 tháng đầu năm 2024, tổng mức bán lẻ hàng hóa và doanh thu dịch vụ tiêu dùng toàn tỉnh đạt trên 51,7 nghìn tỷ đồng. Trong đó, doanh thu bán lẻ hàng hóa đạt trên 16,5 nghìn tỷ đồng; doanh thu dịch vụ lưu trú, ăn uống đạt trên 1,4 nghìn tỷ đồng; doanh thu dịch vụ du lịch và lữ hành đạt 34 tỷ đồng; còn lại là doanh thu các ngành dịch vụ khác. Kim ngạch xuất khẩu đạt 3.250 triệu USD.
Về thương mại điện tử (TMÐT) và kinh tế số, năm 2024, chỉ số TMĐT của tỉnh Hưng Yên vượt lên đứng thứ 10/58, tăng 2 bậc so với năm 2023. Các hoạt động xúc tiến thương mại của tỉnh cũng được sở kết hợp ứng dụng TMÐT nhằm quảng bá nông sản đặc trưng của tỉnh đến gần hơn với khách hàng. Tỉ lệ dân số trong tỉnh tham gia mua sắm trực tuyến đạt 55%; tỉ lệ thanh toán không dùng tiền mặt trong TMÐT đạt 55%; tỉ lệ giao dịch mua hàng trên website hoặc ứng dụng TMÐT có hóa đơn điện tử đạt 70%; tỉ lệ xã và các đơn vị hành chính tương đương có thương nhân thực hiện hoạt động bán hàng hoặc cung ứng dịch vụ trực tuyến đạt 90%.

### Tăng trưởng
Giai đoạn 2010 - 2020, tốc độ tăng trưởng quy mô tổng sản phẩm trên địa bàn (GRDP) trung bình hàng năm của Hưng Yên duy trì ở mức cao, trên 8,25%. Mặc dù chịu ảnh hưởng nặng nề bởi đại dịch COVID-19 trong các năm 2020 và 2021, song tăng trưởng kinh tế của tỉnh vẫn đạt ở mức khá so với các tỉnh, thành phố trong cả nước, lần lượt tăng 5,97% và 6,01%. Bước sang năm 2022, kinh tế của Hưng Yên phục hồi mạnh mẽ với tốc độ tăng trưởng GRDP đạt 13,4% (đứng thứ 5 toàn quốc) với GRDP đạt 132.176 tỉ đồng, GRDP bình quân đầu người đạt 102,3 triệu đồng/người, tương ứng với khoảng 4.396 USD (xếp thứ 12 cả nước và thứ 6 khu vực Bắc Bộ).

Cầu Đông Tây Mega Grand World

Năm 2024, kinh tế tỉnh Hưng Yên tiếp tục đà phát triển vững mạnh bất chấp những khó khăn từ thiên tai như siêu bão Yagi và mưa lũ: GRDP tăng 7,7% so với năm trước, cơ cấu kinh tế của tỉnh chuyển dịch mạnh mẽ theo hướng công nghiệp, trong đó: công nghiệp  -  xây dựng chiếm khoảng 62,66%; nông - lâm - thủy sản đạt 6,72%; thương mại - dịch vụ 24,85% và thuế sản phẩm trừ trợ cấp sản phẩm là 5,77%. Bình quân GRDP đầu người đạt 121,27 triệu đồng (tăng gần 8,8 triệu đồng so với năm 2023). Tổng vốn đầu tư phát triển đạt 75.200 tỷ đồng, tăng 10,03%. Thu ngân sách Nhà nước trên địa bàn tỉnh đạt 40.477 tỷ đồng, tăng 24,8% so với năm 2023 và đạt 123,32% kế hoạch năm, trong đó nội địa 35.811 tỷ và xuất - nhập khẩu 4.666 tỷ đồng, vượt 23 - 26% so với kế hoạch. Quy mô nền kinh tế của tỉnh đạt 159.844 tỷ đồng, là một trong những tỉnh có mật độ kinh tế cao của vùng và của cả nước, đạt 172 tỷ đồng/km².
Đây là những minh chứng rõ ràng cho thấy Hưng Yên không chỉ giữ vững ổn định kinh tế vĩ mô mà còn tăng trưởng nhanh về quy mô, năng suất lao động, nguồn thu ngân sách và đổi mới môi trường đầu tư.

## Xã hội
Sau 10 năm triển khai Chương trình mục tiêu quốc gia về xây dựng nông thôn mới (NTM), đến năm 2020, tỉnh Hưng Yên đã trở thành một trong ba địa phương đầu tiên trên cả nước được Thủ tướng Chính phủ công nhận hoàn thành nhiệm vụ xây dựng NTM. Trước đó, vào năm 2019, toàn bộ 100% số xã trong tỉnh đã đạt chuẩn NTM.

### Dân cư
Tính đến ngày 31 tháng 12 năm 2022, tỉnh Hưng Yên có diện tích là 930,20 km², dân số đạt 1.290.800 người, mật độ dân số cao 1388 người/km². Trong đó, dân số khu vực thành thị là 217.400 người (16,84%), còn lại khoảng 1.073.400 người sống ở nông thôn (83,16%). Dân số nam là 648.200 người, dân số nữ là 642.600 người.
Về cơ cấu dân số, đồng bào Kinh chiếm áp đảo với tỷ lệ lên tới 99,15%, phần nhỏ còn lại gồm một số dân tộc thiểu số như Tày, Thái, Mường... (mỗi nhóm dưới 0,3%). Tỷ lệ tăng dân số tự nhiên và di cư giữ ở mức ổn định, tăng trưởng dân số bình quân ~ 0,98%, với tỷ số giới tính khoảng 100,9 nam trên 100 nữ. Về lao động, tỉnh có hơn 51% dân số trong độ tuổi lao động, trong đó khoảng 57.000 lao động trẻ, có trình độ cao, và khoảng 25% người lao động được đào tạo, qua đó cung cấp nguồn nhân lực cho khu công nghiệp và dịch vụ địa phương.

### Hành chính
Tỉnh Hưng Yên chia thành 104 đơn vị hành chính cấp xã, gồm 11 phường và 93 xã.
| Tên           | Diện tích (km²) | Dân số (người) |
| ------------- | --------------- | -------------- |
| Phường (11)   |                 |                |
| Đường Hào     | 25,62           | 39.028         |
| Hồng Châu     | 15,41           | 18.714         |
| Mỹ Hào        | 28,36           | 57.676         |
| Phố Hiến      | 21,50           | 68.982         |
| Sơn Nam       | 23,62           | 30.471         |
| Thái Bình     | 28,03           | 67.922         |
| Thượng Hồng   | 25,61           | 37.153         |
| Trà Lý        | 20,94           | 43.929         |
| Trần Hưng Đạo | 9,32            | 45.657         |
| Trần Lãm      | 34,63           | 92.136         |
| Vũ Phúc       | 35,50           | 51.837         |
| Xã (93)       |                 |                |
| A Sào         | 20,46           | 27.967         |
| Ái Quốc       | 14,98           | 16.704         |
| Ân Thi        | 24,39           | 30.582         |
| Bắc Đông Hưng | 20,84           | 23.729         |
| Bắc Đông Quan | 20,67           | 25.263         |
| Bắc Thái Ninh | 23,12           | 17.908         |
| Bắc Thuỵ Anh  | 17,38           | 19.194         |
| Bắc Tiên Hưng | 28,03           | 40.641         |
| Bình Định     | 24,47           | 22.133         |
| Bình Nguyên   | 17,21           | 19.268         |
| Bình Thanh    | 22,37           | 24.517         |
| Châu Ninh     | 22,22           | 36.218         |
| Chí Minh      | 20,73           | 35.259         |
| Diên Hà       | 27,30           | 40.167         |

| Tên            | Diện tích (km²) | Dân số (người) |
| -------------- | --------------- | -------------- |
| Đại Đồng       | 25,68           | 32.724         |
| Đoàn Đào       | 22,39           | 22.781         |
| Đồng Bằng      | 20,04           | 25.000         |
| Đồng Châu      | 30,67           | 30.501         |
| Đông Hưng      | 24,95           | 49.134         |
| Đông Quan      | 23,62           | 25.167         |
| Đông Thái Ninh | 31,08           | 27.130         |
| Đông Thuỵ Anh  | 34,90           | 38.299         |
| Đông Tiền Hải  | 38,64           | 37.027         |
| Đông Tiên Hưng | 16,32           | 23.495         |
| Đức Hợp        | 22,37           | 29.424         |
| Hiệp Cường     | 28,37           | 32.364         |
| Hoàn Long      | 19,60           | 32.997         |
| Hoàng Hoa Thám | 31,85           | 46.868         |
| Hồng Minh      | 23,32           | 24.579         |
| Hồng Quang     | 25,53           | 31.590         |
| Hồng Vũ        | 18,77           | 23.172         |
| Hưng Hà        | 38,93           | 54.891         |
| Hưng Phú       | 45,08           | 25.802         |
| Khoái Châu     | 29,35           | 48.795         |
| Kiến Xương     | 36,73           | 47.950         |
| Lạc Đạo        | 22,22           | 42.213         |
| Lê Lợi         | 21,39           | 25.505         |
| Lê Quý Đôn     | 21,72           | 23.534         |
| Long Hưng      | 33,67           | 48.593         |
| Lương Bằng     | 29,08           | 39.420         |
| Mễ Sở          | 17,51           | 30.138         |

| Tên             | Diện tích (km²) | Dân số (người) |
| --------------- | --------------- | -------------- |
| Minh Thọ        | 22,11           | 24.659         |
| Nam Cường       | 28,77           | 37.759         |
| Nam Đông Hưng   | 16,25           | 25.296         |
| Nam Thái Ninh   | 26,40           | 19.959         |
| Nam Thuỵ Anh    | 17,40           | 22.260         |
| Nam Tiền Hải    | 22,62           | 30.698         |
| Nam Tiên Hưng   | 23,94           | 30.738         |
| Nghĩa Dân       | 23,29           | 34.669         |
| Nghĩa Trụ       | 22,80           | 46.561         |
| Ngọc Lâm        | 19,82           | 24.482         |
| Nguyễn Du       | 16,75           | 22.374         |
| Nguyễn Trãi     | 30,68           | 31.648         |
| Nguyễn Văn Linh | 20,90           | 47.867         |
| Ngự Thiên       | 22,41           | 31.109         |
| Như Quỳnh       | 27,32           | 77.703         |
| Phạm Ngũ Lão    | 29,32           | 37.053         |
| Phụ Dực         | 33,16           | 42.522         |
| Phụng Công      | 14,62           | 31.524         |
| Quang Hưng      | 25,73           | 29.462         |
| Quang Lịch      | 14,92           | 18.832         |
| Quỳnh An        | 26,00           | 35.570         |
| Quỳnh Phụ       | 31,68           | 51.820         |
| Tân Hưng        | 19,20           | 27.118         |
| Tân Thuận       | 22,11           | 29.462         |
| Tân Tiến        | 19,66           | 23.123         |
| Tây Tiền Hải    | 17,56           | 25.235         |
| Tây Thái Ninh   | 16,56           | 17.388         |

| Tên              | Diện tích (km²) | Dân số (người) |
| ---------------- | --------------- | -------------- |
| Tây Thuỵ Anh     | 16,68           | 16.565         |
| Thái Ninh        | 27,57           | 31.269         |
| Thái Thụy        | 35,50           | 51.837         |
| Thần Khê         | 20,39           | 29.648         |
| Thuỵ Anh         | 20,07           | 23.489         |
| Tiền Hải         | 32,99           | 42.707         |
| Tiên Hoa         | 21,65           | 26.152         |
| Tiên Hưng        | 22,41           | 26.172         |
| Tiên La          | 22,54           | 32.805         |
| Tiên Lữ          | 19,51           | 27.405         |
| Tiên Tiến        | 25,80           | 28.936         |
| Tống Trân        | 20,73           | 19.937         |
| Trà Giang        | 21,31           | 19.144         |
| Triệu Việt Vương | 27,15           | 44.554         |
| Thư Trì          | 20,97           | 27.218         |
| Thư Vũ           | 24,99           | 35.540         |
| Vạn Xuân         | 30,36           | 36.551         |
| Văn Giang        | 22,96           | 40.599         |
| Việt Tiến        | 20,18           | 35.161         |
| Việt Yên         | 23,99           | 43.502         |
| Vũ Quý           | 15,09           | 27.127         |
| Vũ Thư           | 29,07           | 43.920         |
| Vũ Tiên          | 32,68           | 37.469         |
| Xuân Trúc        | 20,04           | 25.770         |
| Yên Mỹ           | 33,12           | 75.876         |

### Tôn giáo
Phần lớn dân số của tỉnh Hưng Yên không theo tôn giáo nào hoặc chỉ theo tín ngưỡng dân gian Việt Nam. Tính đến năm 2022, trên địa bàn tỉnh Hưng Yên hiện có 3 tôn giáo hoạt động hợp pháp là Phật giáo, Công giáo và Tin lành.

Chùa Nôm thuộc quần thể di tích làng Nôm

- Phật giáo có 618 ngôi chùa và cơ sở thờ tự, 388 chức sắc, 39 thành viên trong Ban trị sự Giáo hội Phật giáo Việt Nam tỉnh, với khoảng 21.000 Phật tử.[34]

Nhà thờ Bác Trạch là một trong những nhà thờ lớn nhất ở Việt Nam

- Công giáo có 80 nhà thờ và nhà nguyện, 26 giáo xứ với 24 linh mục chính xứ và quản xứ, 36 nữ tu và khoảng trên 20.000 giáo dân thuộc quản lý của 4 Tòa Giám mục (Thái Bình, Bắc Ninh, Hải Phòng, Hà Nội).[34]

- Tin lành có 17 điểm nhóm, trong đó có 8 điểm nhóm thuộc 4 tổ chức Tin lành đã được Nhà nước công nhận và cấp đăng ký hoạt động tôn giáo, có 1 mục sư, 1 mục sư nhiệm chức, 4 truyền đạo và trên 200 tín hữu; các điểm nhóm hoạt động tại gia, chưa có cơ sở thờ tự.[34]

Nhìn chung, hoạt động tín ngưỡng, tôn giáo trên địa bàn tỉnh Hưng Yên diễn ra ổn định và đúng định hướng. Các sinh hoạt, lễ nghi được tổ chức trang nghiêm, đúng quy định của pháp luật cũng như điều lệ của tổ chức tôn giáo, thu hút đông đảo tín đồ và người dân tham gia, góp phần gìn giữ giá trị văn hóa tinh thần.
Tuy nhiên, bên cạnh những mặt tích cực, vẫn còn một số vấn đề cần được quan tâm, đặc biệt là sự xuất hiện của một số hiện tượng tín ngưỡng, tôn giáo mới hay "đạo lạ" hoạt động chưa được cấp phép, tiềm ẩn nguy cơ gây ảnh hưởng đến an ninh trật tự và sự ổn định trong cộng đồng dân cư.

### Giáo dục
Tính đến năm 2024, toàn tỉnh có 486 trường ở các cấp học, trong đó 398 trường đạt chuẩn quốc gia (~ 82%) và 78 trường kiểm định chất lượng giáo dục. Với nhiều học sinh đạt giải cao trong các kỳ thi học sinh giỏi cấp quốc gia. Năm 2024, tỉnh có 60/90 thí sinh dự thi đạt giải trong kỳ thi chọn học sinh giỏi quốc gia, tỉ lệ học sinh đỗ tốt nghiệp THPT của tỉnh Hưng Yên là 99,53%. Công tác phổ cập giáo dục, xây dựng trường học thông minh và số hóa giáo dục với hệ thống trường, lớp học được đầu tư tương đối đồng bộ, hiện đại, đáp ứng cơ bản nhu cầu giảng dạy và học tập, góp phần nâng cao chất lượng nguồn nhân lực cho địa phương và đất nước.

Trường Đại học Sư phạm Kỹ thuật Hưng Yên

Trường Đại học Chu Văn An

Về giáo dục bậc đại học và cao đẳng, trên địa bàn tỉnh Hưng Yên hiện có một số trường và cơ sở đào tạo tiêu biểu như:
- Trường Đại học Sư phạm Kỹ thuật Hưng Yên
- Đại học Bách Khoa Hà Nội (cơ sở Hưng Yên)
- Trường Đại học Thủy Lợi (cơ sở Hưng Yên)
- Trường Đại học Mở Hà Nội (cơ sở Hưng Yên)
- Trường Đại học Công đoàn (cơ sở Hưng Yên)
- Trường Đại học Y Dược Thái Bình
- Trường Đại học Tài chính – Quản trị kinh doanh
- Trường Đại học Anh Quốc Việt Nam
- Trường Đại học Y khoa Tokyo Việt Nam
- Trường Đại học Thái Bình
- Trường Đại học Chu Văn An
- Trường Cao đẳng Cơ điện Hà Nội (cơ sở Hưng Yên)
- Trường Cao đẳng Công nghiệp Hưng Yên
- Trường Cao đẳng Sư phạm Thái Bình
- Trường Cao đẳng Y - Dược ASEAN
- Trường Cao đẳng Văn hóa Nghệ thuật Thái Bình
- Trường Cao đẳng Y tế Thái Bình
- Trường Cao đẳng Cơ điện và Thủy Lợi
- Trường Cao đẳng Y tế Hưng Yên
- Trường Cao đẳng Cộng đồng Hưng Yên
- Trường Cao đẳng Kinh tế - Kỹ thuật Tô Hiệu
- Trường Hải quan Việt Nam

Ngoài ra, còn có hơn 10 trường đại học đã được quy hoạch xây dựng trong đề án Khu đô thị Đại học Phố Hiến nằm ở thành phố Hưng Yên và huyện Tiên Lữ, nhưng dự án hiện đã kết thúc việc triển khai.
Trường Đại học Sư phạm Kỹ thuật Hưng Yên là một trong những đội tuyển Robocon của Việt Nam thường xuyên góp mặt trong trận chung kết và đạt thành tích cao tại các cuộc thi trong nước và quốc tế. Đây là một sân chơi truyền thống, nơi sinh viên thể hiện kỹ năng lập trình, chế tạo, cơ khí và áp dụng trí tuệ nhân tạo vào robot. Đặc biệt, năm 2015, đội tuyển của trường đã giành chức vô địch Robocon Việt Nam (lần đầu, lần thứ 2 vào năm 2024) để giành vé đại diện cho Việt Nam tham dự vòng chung kết Robocon Châu Á - Thái Bình Dương (ABU) năm 2015 tại Indonesia, nơi họ trở thành quán quân để mang chức vô địch lần thứ 5 về cho Việt Nam.

### Y tế
Đến năm 2024, toàn tỉnh có 2 bệnh viện đa khoa, 6 bệnh viện chuyên khoa cấp tỉnh, 10 trung tâm y tế cấp huyện và 155 trạm y tế xã, phường, thị trấn. Tính đến hết năm 2023, 100% trạm y tế xã thực hiện tối thiểu 90% kỹ thuật tuyến cơ sở, góp phần nâng cao chất lượng chăm sóc sức khỏe ban đầu cho người dân; tỷ lệ người dân tham gia bảo hiểm y tế đạt gần 94%; tỷ lệ suy dinh dưỡng thể thấp còi của trẻ em dưới 5 tuổi đạt dưới 19,4%; tuổi thọ trung bình đạt 75,50 tuổi; tổng tỷ suất sinh đạt 2,3 con/1 phụ nữ trong độ tuổi sinh đẻ, duy trì mức sinh thay thế; tỷ lệ tăng dân số tự nhiên 0,63%; tỷ lệ khám sức khỏe định kỳ cho người cao tuổi đạt 85%.

Bệnh viện Đa khoa tỉnh Hưng Yên

Bệnh viện Đa khoa Hưng Hà (Hưng Yên)

Năm 2024, UBND tỉnh Hưng Yên cũng đã ký kết hợp tác chuyển giao kỹ thuật chuyên sâu và hỗ trợ y tế với Bệnh viện Bạch Mai; trong đó trọng tâm chuyển giao chuyên môn, kỹ thuật y học thực hành, bao gồm các lĩnh vực: Tim mạch; Tiết niệu và Lọc máu; Hồi sức cấp cứu, Xét nghiệm, Chống độc; Thần kinh, Cơ - xương khớp; Nội tiết, Tiêu hóa, Hô hấp, Dị ứng miễn dịch lâm sàng, Huyết học - Truyền máu, Phục hồi chức năng, Tâm thần, Ngoại khoa, Nhi khoa, Sản khoa, Dinh dưỡng, Truyền nhiễm, Chẩn đoán hình ảnh... Bệnh viện cam kết hỗ trợ ứng dụng công nghệ thông tin, chuyển đổi số và marketing; hỗ trợ, tư vấn dịch vụ y tế kỹ thuật cao; tư vấn, hỗ trợ thành lập và triển khai các dịch vụ y tế chất lượng cao tại các đơn vị y tế tỉnh Hưng Yên.
Tuy vậy, ngành Y tế của tỉnh vẫn phải đối mặt với một số vấn đề và hạn chế như tỷ lệ mất cân bằng giới tính khi sinh vẫn cao; đầu tư khoa học kỹ thuật và quản lý nhân lực tại tuyến cơ sở chưa tương xứng; thiếu nguồn nhân lực đội ngũ bác sĩ chuyên sâu thuộc các chuyên ngành; thiếu thuốc, vật tư y tế trong khám, điều trị. Để khắc phục những vấn đề này, tỉnh Hưng Yên cần tiếp tục nâng cao công tác chỉ đạo - điều hành; nâng cao chất lượng khám - chữa bệnh, chăm sóc sức khỏe cho nhân dân; nâng cao nhận thức về bình đẳng giới, dân số - kế hoạch hóa gia đình và chăm sóc sức khỏe sinh sản; đẩy mạnh phát triển nguồn nhân lực; tiếp tục củng cố và hoàn thiện tổ chức mạng lưới y tế các tuyến; đầu tư nâng cao năng lực hệ thống y tế, ưu tiên phát triển mạng lưới y tế cơ sở…

### Danh nhân
Hưng Yên là vùng đất địa linh nhân kiệt, sản sinh ra nhiều danh nhân hào kiệt và người nổi tiếng trong suốt chiều dài lịch sử. Thời phong kiến, nơi đây còn là vùng đất khoa bảng với 8 trạng nguyên trong tổng số 53 trạng nguyên cả nước; 205 tiến sỹ được ghi danh trên bia Văn miếu Quốc Tử Giám; 228 người thi đỗ đại khoa được ghi danh ở Văn miếu Xích Đằng.

Khuôn viên tượng đài Tổng Bí thư Nguyễn Văn Linh, bên phải là con đường mang tên ông

Một số danh nhân tiêu biểu của tỉnh Hưng Yên có thể kể đến như: Triệu Việt Vương, Phạm Bạch Hổ, Phạm Thị Trân, Ỷ Lan, Đỗ Thế Diên, Trần Thủ Độ, Phạm Ngũ Lão, Nguyễn Trung Ngạn, Đào Công Soạn, Dương Phúc Tư, Lê Như Hổ, Phạm Công Trứ, Đoàn Thị Điểm, Hoàng Công Chất, Lê Quý Đôn, Doãn Khuê, Phan Bá Vành, Phạm Thế Hiển, Nguyễn Mậu Kiến, Đinh Gia Quế, Nguyễn Quang Bích, Ngô Quang Huy, Bùi Viện, Tạ Hiện, Nguyễn Thiện Thuật, Nguyễn Thiện Kế, Hoàng Hoa Thám, Chu Mạnh Trinh, Nguyễn Tuyển, Kỳ Đồng, Dương Bá Trạc, Dương Quảng Hàm, Trần Cung, Dương Tụ Quán, Nguyễn Công Hoan, Nguyễn Lân, Tô Ngọc Vân, Phó Đức Chính, Nguyễn Bình, Nguyễn Đức Cảnh, Nguyễn Thị Nghĩa, Quách Thị Hồ, Vũ Trọng Phụng, Tô Hiệu, Lê Văn Lương, Vũ Văn Cẩn, Lê Quang Hòa, Nguyễn Văn Linh, Hoàng Văn Thái, Phạm Huy Thông, Nguyễn Khang, Trần Vỹ, Hoàng Minh Thảo, Dương Bích Liên, Nguyễn Tài, Đặng Vũ Hiệp, Vũ Ngọc Nhạ, Đào Đình Luyện, Bùi Thị Cúc, Nguyễn Thị Chiên, Dương Thị Xuân Quý...
Trong đó, đại danh y Hải Thượng Lãn Ông (Lê Hữu Trác), đã được UNESCO vinh danh là danh nhân văn hóa thế giới vào năm 2023.

## Văn hóa và du lịch

### Lễ hội

Lễ rước nước trên sông Hồng của 9 làng Tổng Mễ trong Lễ hội Chử Đồng Tử - Tiên Dung

- Lễ hội Chử Đồng Tử - Tiên Dung, còn gọi là Lễ hội Đền Đa Hòa - Dạ Trạch, là một trong 16 lễ hội lớn nhất cả nước và đã được ghi danh là di sản văn hóa phi vật thể quốc gia vào năm 2023. Lễ hội được tổ chức 3 năm một lần vào các ngày 10 đến 12 tháng Hai âm lịch tại hai địa điểm chính: Đền Đa Hòa (xã Bình Minh) và Đền Dạ Trạch (xã Dạ Trạch), thuộc huyện Khoái Châu. Sự kiện nhằm tôn vinh công lao của đức thánh Chử Đồng Tử - một trong tứ bất tử của tín ngưỡng Việt Nam và nhị vị phu nhân - công chúa Tiên Dung (con gái Hùng Vương thứ 18) và công chúa Tây Sa; đã có công giúp dân làng khai phá đất đai, mở mang nghề nghiệp, chữa bệnh cứu người. Bên cạnh đó, lễ hội không chỉ ca ngợi tình yêu vĩnh cửu, thiêng liêng, vượt lên trên mọi hoàn cảnh mà còn đề cao những giá trị nhân văn sâu sắc như lòng hiếu thảo, đức độ, sự khoan dung và nhân ái trong cuộc sống.

- Lễ hội Văn hóa dân gian Phố Hiến, là một trong những sự kiện văn hoá lớn và lâu đời của tỉnh Hưng Yên, tổ chức hằng năm vào tháng Giêng âm lịch tại không gian di tích đặc biệt Phố Hiến như Văn miếu Xích Đằng, Đền Mẫu, Đền Trần, Đền Thiên Hậu, Chùa Chuông... với sự tham gia của 17 xã, phường thuộc thành phố Hưng Yên. Lễ hội nhằm giới thiệu và quảng bá các nét đẹp về văn hóa của đất và người Phố Hiến xưa. Đồng thời, góp phần bảo tồn, phát huy các giá trị văn hóa của địa phương, đáp ứng nhu cầu hưởng thụ văn hóa tín ngưỡng, tâm linh, tham quan các di tích lịch sử - văn hóa, công trình kiến trúc nghệ thuật của người dân.

- Lễ hội Cầu mưa, còn gọi là Lễ hội Tứ Pháp, được tổ chức từ ngày 6 đến ngày 8 tháng Ba âm lịch hàng năm tại xã Lạc Hồng, huyện Văn Lâm. Đây là lễ hội truyền thống tiêu biểu gắn với tín ngưỡng thờ Tứ Pháp (Pháp Vân, Pháp Vũ, Pháp Lôi và Pháp Điện) - những vị thần gắn liền với mưa gió, sấm chớp trong văn hóa nông nghiệp lúa nước. Được công nhận là di sản văn hóa phi vật thể quốc gia vào năm 2022, lễ hội thể hiện lòng thành kính, biết ơn các vị thần đã che chở, phù hộ dân làng, đồng thời khẳng định nguồn cội và bản sắc văn hóa của cộng đồng làng xã. Thông qua các nghi lễ và hoạt động truyền thống, lễ hội truyền tải ước vọng về mưa thuận gió hòa, mùa màng tươi tốt, cuộc sống no ấm, đồng thời góp phần giáo dục thế hệ sau về đạo lý “uống nước nhớ nguồn”, “ăn quả nhớ người trồng cây”.

- Lễ hội Đền Tống Trân, là lễ hội truyền thống tiêu biểu của xã Tống Trân, huyện Phù Cừ, diễn ra hàng năm từ 8 đến ngày 16 tháng Tư âm lịch. Lễ hội nhằm tưởng niệm Lưỡng quốc Trạng nguyên Tống Trân - bậc hiền tài nổi tiếng với đức hiếu và lòng trung. Năm 2021, lễ hội đã chính thức được đưa vào danh mục di sản văn hóa phi vật thể quốc gia, khẳng định giá trị truyền thống, văn hóa và lịch sử sâu sắc của lễ hội.

- Lễ hội Đền An Xá, hay còn gọi là Lễ hội Đậu An, được diễn ra hàng năm từ mùng 1 đến ngày 12 tháng Tư âm lịch tại xã An Viên, huyện Tiên Lữ, là nơi thờ Ngọc Hoàng Thượng đế, Ngũ Lão tiên ông và các vị Thiên tiên, Địa tiên - những vị thần được tín đồ Đạo Giáo tôn kính và gắn liền với công lao khai hóa, diệt trừ thú dữ và dạy dân cày cấy. Năm 2023, lễ hội được công nhận là di sản văn hóa phi vật thể quốc gia.

Vật lầu trong Lễ hội Đình Quan Xuyên

- Lễ hội Đình Quan Xuyên, được diễn ra 3 năm một lần, vào ngày 11 - 13 tháng Hai âm lịch, tại xã Thành Công, huyện Khoái Châu. Lễ hội gắn liền với tín ngưỡng thờ Ngũ vị đẳng thần là: Đức thánh Chử Đồng Tử và Nhị vị phu nhân, thành hoàng Vũ Quang Chiếu và Phạm Công Nghi. Đây là lễ hội phản ánh rõ nét tín ngưỡng đặc trưng của cư dân nông nghiệp lúa nước với nhiều nghi thức/trò chơi có liên quan đến nước và mặt trời - là những thành tố quan trọng liên quan đến sản xuất nông nghiệp. Thông qua các nghi thức này, nhân dân muốn cầu cho mưa thuận gió hòa, mùa màng tốt tươi, con người khỏe mạnh. Năm 2024, lễ hội chính thức được công nhận là di sản văn hóa phi vật thể quốc gia.

- Lễ hội Đền Phù Ủng, là một lễ hội truyền thống được tổ chức hàng năm từ ngày 11 đến ngày 13 tháng Giêng âm lịch tại xã Phù Ủng, huyện Ân Thi. Lễ hội nhằm tưởng niệm và tri ân công lao to lớn của danh tướng Phạm Ngũ Lão - vị tướng kiệt xuất dưới triều nhà Trần, người đã lập nhiều chiến công trong hai cuộc kháng chiến chống quân Mông - Nguyên lần thứ hai và thứ ba. Không chỉ mang ý nghĩa lịch sử sâu sắc, lễ hội còn góp phần giáo dục lòng yêu nước và tự hào dân tộc cho các thế hệ. Đền Phù Ủng - nơi diễn ra lễ hội đã được công nhận là di tích lịch sử - văn hóa cấp Quốc gia từ năm 1988.

- Lễ hội Đền Mẫu, là một hoạt động văn hóa - tâm linh tiêu biểu trong quần thể di tích Phố Hiến, được tổ chức hằng năm từ ngày 10 đến 15 tháng Ba âm lịch. Lễ hội nhằm tưởng niệm và tôn vinh Dương Quý Phi - người được nhân dân địa phương kính trọng và thờ phụng sau khi bà đến sinh sống tại vùng đất này dưới thời Trần Nhân Tông. Với giá trị lịch sử sâu sắc, lễ hội không chỉ phản ánh đời sống tín ngưỡng phong phú của người dân thành phố mà còn góp phần gìn giữ và phát huy bản sắc văn hóa truyền thống của địa phương.

- Lễ hội Làng Nôm, được tổ chức hàng năm từ ngày 10 đến 12 tháng Giêng âm lịch tại làng Nôm, xã Đại Đồng, huyện Văn Lâm. Làng Nôm là một ngôi làng cổ tiêu biểu còn giữ được gần như nguyên vẹn kiến trúc truyền thống vùng đồng bằng Bắc Bộ, với đình làng, chùa Nôm, cầu đá 9 nhịp, giếng cổ và hệ thống nhà thờ họ đặc trưng. Lễ hội nhằm tưởng nhớ Đức Thánh Tam Giang - Thành hoàng làng, đồng thời là dịp thể hiện lòng biết ơn tổ tiên và khẳng định truyền thống đoàn kết, hiếu nghĩa, trọng đạo lý của cộng đồng cư dân. Lễ hội Làng Nôm không chỉ mang giá trị tín ngưỡng mà còn góp phần bảo tồn, phát huy di sản văn hóa truyền thống và quảng bá hình ảnh quê hương đến với bạn bè trong và ngoài nước.

- Lễ hội Nam Trì, được tổ chức hằng năm từ ngày 8 đến 12 tháng Ba âm lịch tại xã Đặng Lễ, huyện Ân Thi. Đây là một lễ hội tế thần truyền thống có nguồn gốc từ thế kỷ thứ II TCN, nhằm tôn vinh ba vị Thành hoàng làng: Bảo Công, Lang Công, Biền Công, những nhân vật lịch sử - huyền thoại có công diệt trừ ác, chữa bệnh cứu dân. Lễ hội không chỉ là dịp tri ân người có công mà còn là sự kiện văn hóa cộng đồng đậm chất lịch sử, phản ánh tín ngưỡng dân gian gắn liền với lòng hiếu nghĩa và tinh thần làng xã ở vùng đồng bằng Bắc Bộ.

- Lễ hội Chùa Ông, xã Tân Quang, huyện Văn Lâm, diễn ra từ ngày 6 đến 9 tháng Ba âm lịch hàng năm, đã được ghi danh là di sản văn hóa phi vật thể quốc gia vào năm 2025.

- Lễ hội Đền Trần, xã Tiến Đức, huyện Hưng Hà, được công nhận là di sản văn hóa phi vật thể quốc gia vào năm 2014.

- Lễ hội Chùa Keo, xã Duy Nhất, huyện Vũ Thư, được công nhận là di sản văn hóa phi vật thể quốc gia vào năm 2017.

- Lễ hội Tiên La, xã Đoan Hùng, huyện Hưng Hà, được công nhận là di sản văn hóa phi vật thể quốc gia vào năm 2016.

- Lễ hội đền A Sào, xã An Thái, huyện Quỳnh Phụ, được công nhận là di sản văn hóa phi vật thể quốc gia vào năm 2016.

- Lễ hội Bổng Điền, xã Tân Lập, huyện Vũ Thư, được công nhận là di sản văn hóa phi vật thể quốc gia vào năm 2023.

- Lễ hội Đền Đồng Bằng, xã An Lễ, huyện Quỳnh Phụ, được công nhận là di sản văn hóa phi vật thể quốc gia vào năm 2016.

- Lễ hội Đền Lộng Khê, xã An Khê, huyện Quỳnh Phụ, được công nhận là di sản văn hóa phi vật thể quốc gia vào năm 2017.

- Lễ hội Làng Quang Lang, xã Thụy Hải, huyện Thái Thụy, được công nhận là di sản văn hóa phi vật thể quốc gia vào năm 2016.

- Lễ hội Làng Thượng Liệt, xã Đông Tân, huyện Đông Hưng, được công nhận là di sản văn hóa phi vật thể quốc gia vào năm 2018.

### Di tích lịch sử - văn hóa
Tỉnh Hưng Yên là một vùng đất cổ giàu truyền thống văn hiến, nơi lưu giữ hệ thống di sản văn hóa vật thể và phi vật thể phong phú, đa dạng, mang dấu ấn văn hóa đặc sắc của vùng đồng bằng sông Hồng. Tính đến năm 2021, toàn tỉnh hiện có trên 1.802 di tích lịch sử - văn hóa, trong đó 172 di tích/cụm di tích xếp hạng quốc gia, 257 di tích/cụm di tích xếp hạng cấp tỉnh. Đến năm 2025, tỉnh có 6 di tích - khu di tích cấp Quốc gia đặc biệt, gồm:
- Khu di tích Phố Hiến, nằm tại thành phố Hưng Yên, được công nhận là di tích cấp Quốc gia đặc biệt năm 2014, là nơi hội tụ văn hóa Đông - Tây với 16 công trình kiến trúc tôn giáo, tín ngưỡng tiêu biểu như: Văn miếu Xích Đằng, chùa Chuông, đền Mẫu, đền Trần, đền Mây, đình - chùa Hiến, đền Thiên Hậu, đền Kim Đằng...[42]

- Khu di tích Đền Đa Hòa - Dạ Trạch, thuộc xã Bình Minh và xã Dạ Trạch, huyện Khoái Châu, được công nhận là di tích cấp Quốc gia đặc biệt vào năm 2024.[43]

- Đền An Xá, hay còn gọi là Đền Đậu An, tọa lạc tại xã An Viên, huyện Tiên Lữ, là ngôi đền Đạo giáo cổ hiếm hoi với kiến trúc đá xanh độc đáo, được công nhận là di tích cấp Quốc gia đặc biệt vào năm 2020.[44]
- Chùa Thái Lạc, thuộc xã Lạc Hồng, huyện Văn Lâm, được xếp hạng là di tích cấp Quốc gia đặc biệt vào năm 2018.
- Chùa Keo, tọa lạc tại xã Duy Nhất, huyện Vũ Thư, đã được xếp hạng là di tích cấp Quốc gia đặc biệt năm 2012.
- Khu di tích Đền thờ và Lăng mộ các vua Trần, thuộc xã Tiến Đức, huyện Hưng Hà, đã được xếp hạng là di tích cấp Quốc gia đặc biệt vào năm 2015.

Hưng Yên hiện có tổng cộng 11 bảo vật quốc gia (8 ở tỉnh Hưng Yên cũ và 3 ở tỉnh Thái Bình cũ) gồm: Bia "Đại Bi Diên Minh tự bi", Tháp đất nung đền An Xá, Sưu tập đĩa vàng hoa sen Cộng Vũ, Tượng Phật Quan Âm Thiên Thủ Thiên Nhãn chùa Mễ Sở,  Bia "Cổ Việt thôn Diên Phúc tự bi minh", Bệ tượng sư tử đá chùa Hương Lãng, Bệ thờ đất nung đền An Xá, Hệ thống thành bậc đá chùa Hương Lãng, Hai cánh cửa chạm rồng chùa Keo, Ngai thờ gỗ sơn son thếp vàng, Hương án chùa Keo.
Ngoài ra, hàng trăm di tích đã được công nhận cấp tỉnh, tạo nên một mạng lưới di tích phong phú và đa dạng. Các di tích của Hưng Yên bao gồm nhiều loại hình như: kiểu kiến trúc, nghệ thuật, đình - đền - chùa, miếu mạo, lăng mộ, nhà cổ, giếng làng... phản ánh đầy đủ các mặt đời sống vật chất và tinh thần của người Việt qua các thời kỳ.

### Làng nghề truyền thống
Tỉnh Hưng Yên là vùng đất nổi tiếng không chỉ bởi bề dày lịch sử - văn hóa mà còn bởi hệ thống làng nghề truyền thống đa dạng và lâu đời, đóng vai trò quan trọng trong phát triển kinh tế - xã hội và bảo tồn bản sắc văn hóa dân tộc. Toàn tỉnh hiện nay có rất nhiều làng nghề truyền thống nổi tiếng đã được UBND công nhận. Mỗi làng nghề mang một đặc trưng riêng gắn với điều kiện tự nhiên, tập quán và lịch sử địa phương. Một số làng nghề nổi tiếng có thể kể đến như:

Lễ hội hoa Xuân Quan 2023

Làng nghề Thủ Sỹ nổi tiếng với nghề đan truyền thống hơn 200 năm

- Làng nghề tương Bần Yên Nhân (phường Bần Yên Nhân, thị xã Mỹ Hào)

- Làng nghề đan đó Thủ Sỹ (xã Thủ Sỹ, huyện Tiên Lữ)

- Làng nghề hương xạ Thôn Cao (xã Bảo Khê, thành phố Hưng Yên)
- Làng nghề đúc đồng Lộng Thượng (xã Đại Đồng, huyện Văn Lâm)
- Làng nghề chạm bạc Huệ Lai (xã Phù Ủng, huyện Ân Thi)
- Làng nghề hoa, cây cảnh Xuân Quan (xã Xuân Quan, huyện Văn Giang)

- Làng nghề muối Thụy Hải (xã Thụy Hải, huyện Thái Thụy)

- Làng nghề dệt chiếu Hới (xã Tân Lễ, huyện Hưng Hà)

- Làng nghề quất cảnh Đông Tảo (xã Đông Tảo, huyện Khoái Châu)

- Làng nghề long nhãn Hồng Nam (phường Hồng Nam, thành phố Hưng Yên)

- Làng nghề dược liệu Nghĩa Trai (xã Tân Quang, huyện Văn Lâm)

- Làng nghề dệt vải, khăn Phương La (xã Thái Phương, huyện Hưng Hà)

- Làng nghề chạm bạc Đồng Xâm (xã Hồng Thái, huyện Kiến Xương)

- Làng nghề mộc mỹ nghệ Hòa Phong (xã Hòa Phong, thị xã Mỹ Hào)

- Làng nghề dệt đũi Nam Cao (xã Thống Nhất, huyện Kiến Xương)
- Làng nghề đồ chơi Trung thu Ông Hảo (xã Liêu Xá, huyện Yên Mỹ)

- Làng nghề rèn, cơ khí Vân Ngoại (xã Đồng Tiến, huyện Khoái Châu)

- Làng nghề thêu Minh Lãng (xã Minh Lãng, huyện Vũ Thư)

Không chỉ có giá trị về kinh tế, các làng nghề truyền thống ở Hưng Yên còn là kho tàng sống động của tri thức dân gian, kỹ thuật thủ công tinh xảo và đời sống văn hóa làng xã đặc trưng vùng Bắc Bộ, tạo nền tảng để phát triển du lịch trải nghiệm và gìn giữ giá trị văn hóa trên quê hương nhãn lồng.

### Ẩm thực

Tương Bần Yên Nhân - sản vật tiến vua thời xưa

Gà Đông Tảo nổi bật với đôi chân to lớn và dáng vẻ bệ vệ

Ẩm thực của tỉnh Hưng Yên mang đậm hương vị đặc trưng của vùng đồng bằng Bắc Bộ với nhiều món đặc sản hấp dẫn từ bình dị, dân dã cho đến những món ngon công phu để "tiến vua".
Nổi bật nhất trong ẩm thực Hưng Yên là đặc sản nhãn lồng - loại trái cây xưa dùng để "tiến vua", nổi tiếng với vị ngọt thơm, cùi dày, hạt nhỏ, được chế biến thành nhiều món như long nhãn sấy, chè hạt sen long nhãn, long nhãn hầm hạt sen... không chỉ ngon mà còn bổ dưỡng. Từ nhãn, người dân còn phát triển nghề làm long nhãn xuất khẩu mang thương hiệu quốc gia.
Hưng Yên còn được biết đến với tương Bần - loại tương lên men từ đỗ tương, gạo nếp và muối, có màu vàng rất bắt mắt cùng với hương vị đậm đà, chua ngọt hài hòa và hương thơm đặc trưng. Trước đây, tương được dùng làm sản vật "tiến vua", ngày nay vẫn là món gia vị quen thuộc và biểu tượng ẩm thực của miền Bắc.
Một trong những sản vật "tiến vua" nức tiếng khác khiến du khách mong muốn về Hưng Yên thưởng thức chính là gà Đông Tảo - giống gà quý hiếm và đặc hữu của xã Đông Tảo, huyện Khoái Châu, hiện đang được bảo tồn nguồn gen. Gà Đông Tảo nổi bật với đôi chân to lớn, xù xì như vảy rồng, tạo nên dáng vẻ bệ vệ, vững chãi. Gà trống trưởng thành có thể đạt trọng lượng trên 6 kg, với lớp da đỏ dày, thịt săn chắc và vị ngọt đậm đà đặc trưng. Giống gà này thường xuất hiện trong các dịp lễ, Tết, cưới hỏi, hoặc được chọn làm quà biếu cao cấp, có những con gà đẹp có thể được bán với giá hàng chục triệu đồng.
Ngoài ra, nền ẩm thực Hưng Yên còn rất nhiều món đặc sản khác có thể kể đến như: mật ong hoa nhãn Hưng Yên, rượu Lạc Đạo, bún thang lươn Phố Hiến, bánh cuốn Phú Thị, bánh răng bừa/bánh tẻ Văn Giang, bánh cáy làng Nguyễn, bánh giầy làng Gàu, giò chả Trai Trang, chả gà Tiểu Quan, giò bì Phố Xuôi, ếch om Phượng Tường, bánh khúc Hưng Yên, cơm nắm Lạc Đạo, miến dong Lại Trạch, vải trứng Hưng Yên, bưởi Hoàng, ổi Bo, chuối tiêu hồng Khoái Châu, hạt sen/mứt sen Hưng Yên, cam Văn Giang, nghệ Chí Tân, chả nướng Đình Dù, đậu phụ làng Kênh, giò lây Thái Bình, nước mắm Diêm Điền, bánh giò Bến Hiệp, bánh gai Đại Đồng, bánh rắn Đô Kỳ, đậu phụ An Vĩ, củ niễng Hồng Châu, vờ vờ sông Hồng, cá mòi, canh cá rô Hưng Yên, trà hoa cúc chi Nghĩa Trai, bánh cuốn Tiền Hải, chả rươi Kiến Xương, cá nướng Thái Xuyên, bún tươi Viên Tiêu, rượu nếp Trương Xá, bánh tày làng Nôm, bánh đa nướng An Viên, bóng bì Tân Quang, mứt táo làng Vị, mứt bí thôn Dâu, giò lây Kim Động, gỏi cá Vũ Thắng, canh cá Quỳnh Côi, gỏi nhệch, nộm sứa Thái Thụy, bánh nghệ Tiền Hải, bánh đa làng Me, bún bung hoa chuối Thái Bình...

## Thể dục và thể thao
Tính đến năm 2024, toàn tỉnh Hưng Yên có hơn 2.000 câu lạc bộ, điểm, nhóm thể dục - thể thao (TDTT) duy trì hoạt động thường xuyên. Số người tập luyện TDTT thường xuyên của tỉnh đạt tỉ lệ 35,5% so với dân số; số gia đình tập luyện TDTT thường xuyên đạt 30% so với tổng số hộ gia đình. Các bộ môn TDTT phổ biến ở tỉnh Hưng Yên gồm: bóng đá, bóng bàn, bóng chuyền, cầu lông, đá cầu, bi-a, đạp xe, pencak silat, đấu vật, đua thuyền, pickleball...

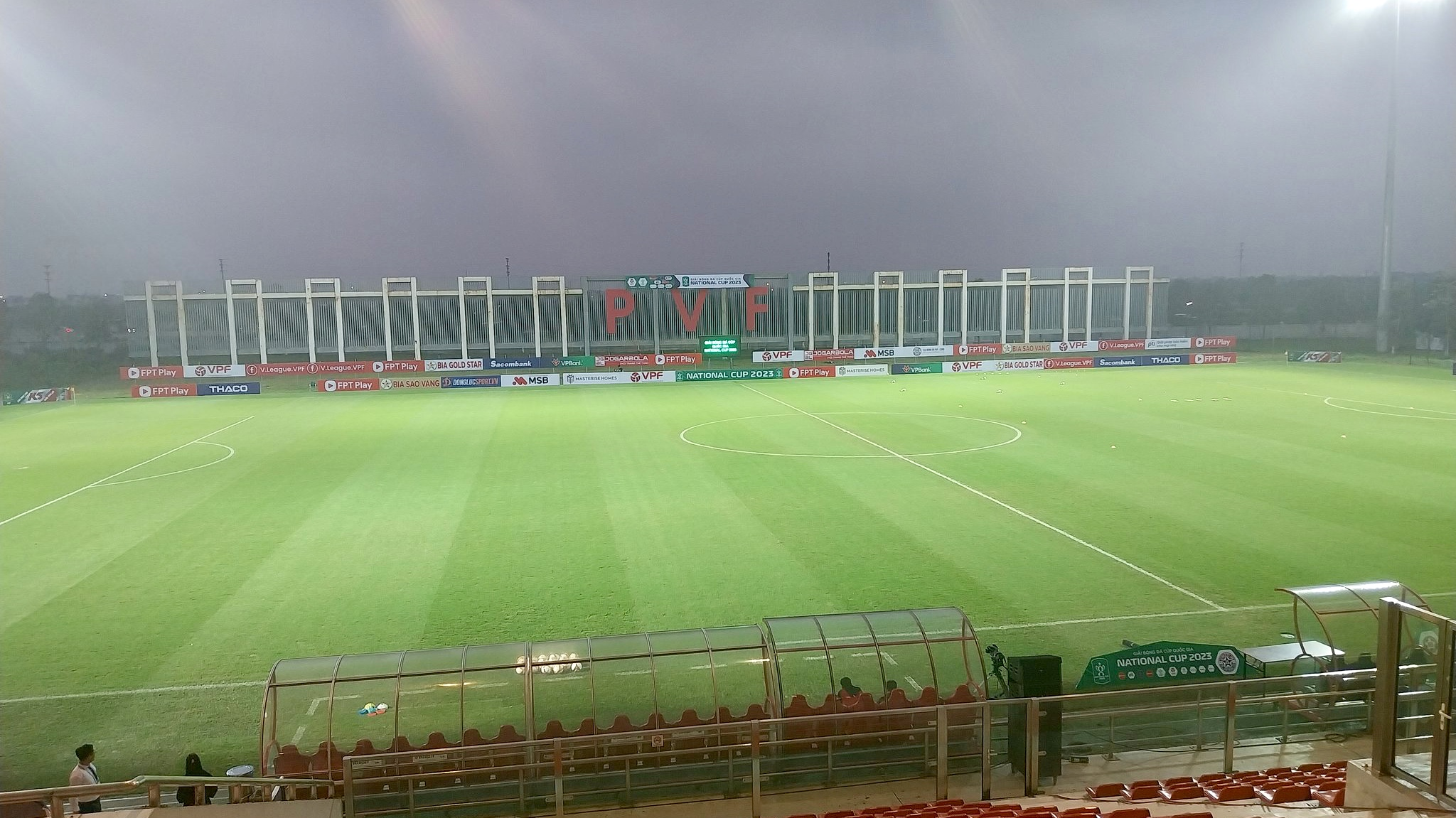
Sân vận động PVF trong khuôn khổ Giải bóng đá Cúp Quốc gia Việt Nam 2023

Ngày 20 tháng 11 năm 2017, PVF tổ chức lễ khánh thành Trung tâm đào tạo bóng đá trẻ PVF (nay thuộc quản lý của Bộ Công an) tại xã Long Hưng, huyện Văn Giang. Trung tâm được xây dựng trên diện tích gần 22 ha với tiêu chuẩn quốc tế: có 7 sân cỏ chất lượng FIFA Quality Pro (1 sân thi đấu 3.600 chỗ, 6 sân tập), sân cỏ trong nhà, phòng tập giả lập 360s và thiết bị PlayerTek theo dõi hiệu suất thi đấu của cầu thủ đầu tiên tại châu Á. Ngoài ra, trung tâm còn sở hữu tổ hợp khoa học thể thao hiện đại (gym, phục hồi chức năng) và ký túc xá 8 tầng tích hợp đầy đủ tiện nghi: thư viện, phòng chiếu phim, nhà ăn, phòng học chiến thuật. Ngày 24 tháng 9 năm 2020, trung tâm được Liên đoàn bóng đá châu Á (AFC) cấp chứng nhận AFC Three-Star Academy. Đây là mức cao nhất trong thang điểm đánh giá chất lượng của hệ thống đào tạo bóng đá trẻ tại châu Á.
CLB bóng đá PVF–CAND (tên trước đây là CLB bóng đá Phố Hiến), là câu lạc bộ bóng đá chuyên nghiệp đầu tiên của tỉnh Hưng Yên, hiện đang thi đấu tại Giải bóng đá Vô địch Quốc gia Việt Nam (V.League 1), có trụ sở và sân nhà đặt tại sân vận động PVF.
Ngày 28 tháng 10 năm 2022, Lễ khai mạc Đại hội TDTT tỉnh Hưng Yên đã được tổ chức long trọng tại Quảng trường Nguyễn Văn Linh. Đại hội TDTT tỉnh Hưng Yên là sự kiện thể thao quy mô lớn, được tổ chức định kỳ 4 năm một lần. Đây là hoạt động có ý nghĩa chính trị - xã hội quan trọng, thể hiện sự quan tâm của tỉnh đối với sự phát triển TDTT trên địa bàn. Việc tổ chức Đại hội không chỉ góp phần thúc đẩy phong trào rèn luyện thân thể theo gương Bác Hồ vĩ đại, mà còn tạo chuyển biến tích cực trong nhận thức của các cấp, các ngành và toàn xã hội về vai trò, lợi ích thiết thực của TDTT trong việc nâng cao thể lực, tầm vóc và chất lượng cuộc sống của nhân dân, hướng tới phát triển con người toàn diện.

Sân vận động tỉnh Hưng Yên

Hiện nay, Trung tâm Huấn luyện và Thi đấu Thể thao tỉnh Hưng Yên đang quản lý và đào tạo 235 vận động viên thuộc 13 bộ môn thể thao khác nhau. Trong đó, pencak silat được xem là môn võ thuật thế mạnh số 1 của Hưng Yên tại đấu trường trong nước và quốc tế. Bộ môn này đã sản sinh ra nhiều vận động viên tiêu biểu như: Bùi Bá Đức, Vũ Duy Thành, Nguyễn Hữu Hùng, Nguyễn Thị Thu Hiền, Nguyễn Thị Thảo... Chỉ riêng trong năm 2024, pencak silat đã mang về cho thể thao tỉnh 37 huy chương tại các giải đấu quốc gia, gồm: 8 Huy chương Vàng, 11 Huy chương Bạc và 18 Huy chương Đồng, khẳng định vị thế vượt trội của Hưng Yên trong môn thể thao này.
Tổng kết năm 2024, các vận động viên của tỉnh đã tham gia thi đấu 39 giải thể thao quốc gia, giành tổng số 140 huy chương các loại, trong đó có: 22 Huy chương Vàng, 35 Huy chương Bạc, 83 Huy chương Ðồng, vượt chỉ tiêu và kế hoạch đề ra. Những thành tích này không chỉ khẳng định tiềm năng phát triển thể thao thành tích cao của Hưng Yên mà còn góp phần nâng cao vị thế của tỉnh trên bản đồ thể thao quốc gia và khu vực.
Tuy đã có những bước đầu tư, sự quan tâm, nâng cấp và cải thiện, song lĩnh vực TDTT của tỉnh vẫn gặp phải một số khó khăn và hạn chế. Hệ thống cơ sở hạ tầng TDTT tại địa phương vẫn chưa đáp ứng đủ điều kiện tập luyện, thi đấu và tổ chức các giải đấu lớn. Kinh phí dành cho lĩnh vực này còn hạn chế, dẫn đến chế độ tập luyện cho huấn luyện viên và vận động viên chưa được đảm bảo, trong khi chính sách đãi ngộ chưa thực sự hấp dẫn, không tạo được động lực thu hút và giữ chân nhân lực chất lượng cao trong thể thao thành tích cao. Bên cạnh đó, việc ứng dụng khoa học - kỹ thuật vào huấn luyện và thi đấu thể thao còn chậm, chưa triển khai đồng bộ và sâu rộng.

## Giao thông
Hưng Yên là tỉnh có vị trí trung tâm và chiến lược trong vùng đồng bằng sông Hồng, liền kề thủ đô Hà Nội, thành phố Hải Phòng cũng như các vùng kinh tế trọng điểm Bắc Bộ như Quảng Ninh, Bắc Ninh. Điều này giúp tạo điều kiện thuận lợi cho Hưng Yên để phát triển hạ tầng giao thông, từ đó mở ra tiềm năng thu hút đầu tư, phát triển khu công nghiệp, đô thị mới, lưu thông vận tải hàng hóa nhanh chóng và thúc đẩy liên kết vùng.

### Đường bộ
Hưng Yên sở hữu hệ thống hạ tầng giao thông đường bộ khá phát triển và đang tiếp tục được nâng cấp và cải thiện. Điều này đóng vai trò quan trọng trong việc đưa Hưng Yên trở thành đầu mối lớn trong kết nối giao thương, công nghiệp và logistics với thủ đô Hà Nội, các tỉnh trong vùng kinh tế trọng điểm Bắc Bộ và khu vực đồng bằng sông Hồng.

#### Đường quốc lộ

Cầu vượt 8 làn xe trên tuyến đường liên tỉnh Hà Nội - Hưng Yên với đường trục ngang QL.39

Tuyến đường huyết mạch Nguyễn Văn Linh chạy dọc trên trục QL.39 qua trung tâm hành chính của tỉnh

Các tuyến đường quốc lộ trọng điểm đi qua địa bàn tỉnh gồm:
- Quốc lộ 5 (QL.5): Tuyến huyết mạch kết nối Hà Nội - Hải Phòng, chạy qua các huyện Văn Lâm, Yên Mỹ và thị xã Mỹ Hào (cũ) của tỉnh Hưng Yên. Quốc lộ đi qua rất nhiều khu công nghiệp tại Hà Nội, Hưng Yên, Hải Phòng nên mật độ phương tiện lớn, đặc biệt là các loại xe tải, xe container.
- Quốc lộ 10 (QL.10): Kết nối các tỉnh thành khu vực ven biển Bắc Bộ, đi qua huyện Quỳnh Phụ, huyện Đông Hưng, thành phố Thái Bình, huyện Vũ Thư (cũ).
- Quốc lộ 37 (QL.37): Từ huyện Thái Thụy (cũ) kết nối với nhiều tỉnh thành đồng bằng, trung du và miền núi Bắc Bộ.
- Quốc lộ 37B (QL.37B): Chạy qua các huyện Thái Thụy, Tiền Hải, Kiến Xương (cũ).
- Quốc lộ 38 (QL.38): Kết nối các tỉnh Bắc Ninh - Hải Dương - Hưng Yên - Hà Nam, đi qua thị xã Mỹ Hào, các huyện Ân Thi, Kim Động, thành phố Hưng Yên (cũ) và giao cắt với 2 tuyến cao tốc Hà Nội - Hải Phòng và Hưng Yên - Thái Bình trên địa phận tỉnh Hưng Yên.
- Quốc lộ 38B (QL.38B): Chạy qua thành phố Hưng Yên và các huyện Tiên Lữ, Phù Cừ (cũ).
- Quốc lộ 39 (QL.39): Chạy xuyên tỉnh từ thị xã Mỹ Hào tới các huyện Yên Mỹ, Khoái Châu, Kim Động, thành phố Hưng Yên, huyện Tiên Lữ, Hưng Hà, Đông Hưng, thành phố Thái Bình, huyện Thái Thụy (cũ); giúp kết nối nội vùng, các khu công nghiệp và thông thương với các địa phương trong tỉnh.

#### Đường cao tốc
Đầu tư và phát triển hệ thống đường cao tốc là một trong những mục tiêu trọng yếu của tỉnh Hưng Yên trong những năm gần đây. Các tuyến đường cao tốc đã, đang và sẽ được triển khai trên địa bàn tỉnh Hưng Yên bao gồm:

Đường cao tốc Hà Nội - Hải Phòng đoạn đi qua KĐT Vinhomes Ocean Park 2 (Hưng Yên)

Nút giao QL.38 với đường cao tốc Hưng Yên - Thái Bình

- Đường cao tốc Hà Nội - Hải Phòng (CT.04) (đã xây dựng): Dự án trọng điểm quốc gia, là cao tốc đầu tiên của Việt Nam được thiết kế và xây dựng theo tiêu chuẩn quốc tế. Tuyến đường đi qua Hà Nội, Hưng Yên và Hải Phòng, trong đó đoạn đi qua tỉnh Hưng Yên dài hơn 26 km.
- Đường cao tốc Ninh Bình - Hải Phòng (CT.08) (đang xây dựng): Đi qua Ninh Bình, Hưng Yên, Hải Phòng, trong đó đoạn đi qua tỉnh Hưng Yên dài 32,7 km.
- Đường cao tốc Chợ Bến - Yên Mỹ (CT.14) (dự kiến khởi công sau năm 2030): Kết nối Phú Thọ - Hà Nội - Ninh Bình - Hưng Yên, trong đó đoạn qua địa bàn tỉnh Hưng Yên dài khoảng 12 km. Điểm đầu tại nút giao Yên Mỹ và điểm cuối nhập vào cầu Chí Tân - liên kết sang địa phận xã Phú Xuyên (Hà Nội).
- Đường cao tốc Hưng Yên - Thái Bình (CT.16) (đã xây dựng): Thuộc dự án tuyến đường nối 2 cao tốc Hà Nội - Hải Phòng và Cầu Giẽ - Ninh Bình. Điểm đầu của tuyến đường nằm tại nút giao Yên Mỹ và điểm cuối nằm tại nút giao QL.39, tiếp nối cầu Hưng Hà. Toàn bộ tuyến đường đi qua tỉnh có tổng chiều dài 23,82 km.
- Đường vành đai 3,5 Hà Nội (đang xây dựng): Tuyến đường trục chính ở phía Bắc tỉnh Hưng Yên, kết nối với Hà Nội qua cầu Ngọc Hồi, đoạn trên địa phận tỉnh Hưng Yên dài hơn 9,2 km. Tuyến đường đi qua các khu đô thị lớn như Ecopark, Vinhomes Ocean Park 2 và 3 với điểm cuối giao với QL.5.
- Đường vành đai 4 vùng Thủ đô (CT.38) (đang xây dựng): Dự án trọng điểm quốc gia đi qua Hà Nội - Hưng Yên - Bắc Ninh, với đoạn tuyến đi qua tỉnh Hưng Yên dài 19,3 km; khi hoàn thành sẽ tạo trục liên kết đô thị - công nghiệp - logistics giữa Hưng Yên và các tỉnh vệ tinh của thủ đô Hà Nội.
- Đường vành đai 5 vùng Thủ đô (CT.39) (dự kiến khởi công sau năm 2030):  Đi qua Hà Nội - Phú Thọ - Ninh Bình - Hưng Yên - Hải Phòng - Bắc Ninh - Thái Nguyên. Trong đó, đoạn đi qua tỉnh Hưng Yên dài 28,5 km.

#### Đường tỉnh

ĐT.379 đi qua Vòng xuyến Văn Giang tới KĐT Ecopark và kết nối tới nội đô Hà Nội

- Đường liên tỉnh Hà Nội - Hưng Yên (đã xây dựng xong Đoạn 1): Có tổng chiều dài hơn 33 km, đi qua nhiều khu công nghiệp lớn của tỉnh Hưng Yên. Tuyến đường gồm hai đoạn: Đoạn 1 dài 14,5 km, điểm đầu tại vòng xuyến Ecopark, đi tiếp qua vòng xuyến Văn Giang và chạy theo trục ĐT.379, đến cây xăng Tuấn Vũ thì đi thẳng để tới nút giao với QL.39 (nằm cạnh nút giao Yên Mỹ); Đoạn 2 (kéo dài) có chiều dài khoảng 18,5 km, tiếp tục từ đoạn giao với ĐT.380 với QL.39 đến cầu Gáy (tiếp giáp tỉnh Bắc Ninh).
- Hệ thống đường tỉnh: ĐT.376, ĐT.377, ĐT.378, ĐT.379, ĐT.382, ĐT.385, ĐT.452, ĐT.453, ĐT.454,... được đầu tư cải tạo, mở rộng, giúp tăng năng lực vận chuyển hàng hóa, giao thương, kết nối giữa các địa phương trong tỉnh.
- Đường Tân Phúc - Võng Phan (đang xây dựng): Dự án giao thông trục dọc của tỉnh Hưng Yên. Tuyến đường giao với ÐT.378, trong đó nhánh chính dài 24,3 km đi qua 3 huyện Ân Thi, Tiên Lữ, Phù Cừ (cũ); nhánh phụ kết nối với cầu La Tiến dài khoảng 4,1 km. Tuyến đường được ví như là “trục xương sống” thứ 3 của tỉnh Hưng Yên, giúp kết nối đường cao tốc Hà Nội - Hải Phòng với tỉnh Ninh Bình.

#### Cầu đường
Tỉnh Hưng Yên nằm cạnh các hệ thống sông lớn, vì vậy các cây cầu đóng vai trò đặc biệt quan trọng trong giao thông liên tỉnh và nội tỉnh. Các cây cầu vượt sông quan trọng trong mạng lưới giao thông của tỉnh Hưng Yên bao gồm:

Cầu Hưng Hà nối tỉnh Hưng Yên và tỉnh Ninh Bình (Hà Nam cũ)

Cầu Bắc Hưng Hải nằm trên trục đường liên tỉnh Hà Nội - Hưng Yên

- Cầu Yên Lệnh: Nối phường Phố Hiến, Hưng Yên (thuộc thành phố Hưng Yên cũ) với phường Duy Tiên, Ninh Bình (thuộc thị xã Duy Tiên, Hà Nam cũ), trên QL.38. Cầu bắc qua sông Hồng, phần cầu chính có chiều dài 2,23 km và là cây cầu quan trọng trong trục giao thông Bắc Nam.
- Cầu Hưng Hà: Phần cầu chính có chiều dài khoảng 2,12 km, bắc qua sông Hồng, nối các xã Tân Hưng và phường Hồng Châu, Hưng Yên với xã Bắc Lý, Ninh Bình (thuộc huyện Lý Nhân, Hà Nam cũ). Cầu có quy mô lớn, tạo điều kiện phát triển kinh tế với khu vực phía Nam đồng bằng sông Hồng.
- Cầu La Tiến: Bắc qua sông Luộc, dài khoảng 1 km, thuộc dự án tuyến đường vành đai 5 vùng Thủ đô, nối xã Tống Trân, Hưng Yên (thuộc huyện Phù Cừ cũ) với xã Diên Hà, Hưng Yên (thuộc huyện Hưng Hà, Thái Bình cũ).
- Cầu Bắc Hưng Hải: Bắc qua sông Bắc Hưng Hải, dài khoảng 531 m, nằm trên trục ĐT.379 của tuyến đường liên tỉnh Hà Nội - Hưng Yên, thuộc xã Phụng Công, Hưng Yên (thuộc huyện Văn Giang cũ); giúp kết nối tới huyện Gia Lâm (cũ) và nội đô của Hà Nội.
- Cầu Triều Dương: Bắc qua sông Luộc, dài khoảng 400 m, nằm trên tuyến QL.39, nối xã Tiên Lữ, Hưng Yên (thuộc huyện Tiên Lữ cũ) với xã Long Hưng, Hưng Yên (thuộc huyện Hưng Hà, Thái Bình cũ).
- Cầu Thái Hà: Bắc qua sông Hồng, nối 2 tỉnh Hưng Yên (Thái Bình cũ) và Ninh Bình (Hà Nam cũ).
- Cầu Tân Đệ: Bắc qua sông Hồng, nối 2 tỉnh Hưng Yên (Thái Bình cũ) và Ninh Bình (Nam Định cũ).
- Cầu Hiệp: Bắc qua sông Luộc, nối 2 tỉnh Hưng Yên (Thái Bình cũ) và Hải Phòng (Hải Dương cũ).
- Cầu Ngọc Hồi (dự kiến khởi công cuối năm 2025): Đoạn cầu chính vượt sông Hồng dài khoảng 680 m, nằm trên tuyến đường vành đai 3,5, kết nối xã Thanh Trì, Hà Nội (thuộc huyện Thanh Trì cũ) và xã Văn Giang, Hưng Yên (thuộc huyện Văn Giang cũ). Cầu được kỳ vọng rút ngắn quãng đường di chuyển, tăng liên kết giữa Hà Nội với Hưng Yên và các khu đô thị lớn (như Ecopark, Vinhomes Ocean Park 2 và 3). Đồng thời, cầu cũng góp phần giảm tải cho cầu Thanh Trì và cầu Vĩnh Tuy, tạo điều kiện phát triển kinh tế - xã hội.
- Cầu Mễ Sở (dự kiến khởi công sau năm 2025): Cầu bắc qua sông Hồng, thuộc dự án đường vành đai 4 vùng Thủ đô, nối xã Hồng Vân, Hà Nội (thuộc huyện Thường Tín cũ) với xã Mễ Sở, Hưng Yên (thuộc huyện Văn Giang cũ).
- Cầu Chí Tân (chưa có kế hoạch khởi công): Bắc qua sông Hồng, nối 2 xã là Phú Xuyên, Hà Nội (thuộc huyện Phú Xuyên cũ) và Châu Ninh, Hưng Yên (thuộc huyện Khoái Châu cũ), thuộc dự án đường cao tốc Chợ Bến - Yên Mỹ.

#### Giao thông công cộng
Hiện nay, hệ thống giao thông công cộng trên địa bàn tỉnh Hưng Yên chủ yếu kết nối với Hà Nội và chưa phát triển đồng bộ, chủ yếu phục vụ nhu cầu đi lại liên tỉnh cơ bản của người dân tại các khu vực đô thị. Một số tuyến xe buýt tiêu biểu đi qua địa bàn tỉnh Hưng Yên gồm:
- Tuyến 40: Văn Lâm (Hưng Yên) - Công viên Thống Nhất (Hà Nội)
- Tuyến 205: Bến xe Hưng Yên - Bến xe Gia Lâm (Hà Nội)
- Tuyến 207: Bến xe Triều Dương (Hưng Yên) - Bến xe Gia Lâm (Hà Nội)
- Tuyến 208: Bến xe Hưng Yên - Bến xe Giáp Bát (Hà Nội)
- Tuyến 209: Bến xe Triều Dương (Hưng Yên) - Bến xe Giáp Bát (Hà Nội)
- Tuyến 216: Bến xe Triều Dương (Hưng Yên) - Bến xe Hải Dương (Hải Phòng)
- Các tuyến xe buýt khác có điểm dừng đỗ và lộ trình qua tỉnh: 47A, 47B, 69, 202...
- Các tuyến xe buýt Ecobus: Khu đô thị Ecopark (Hưng Yên) - Hà Nội
- Các tuyến xe buýt VinBus OCT1, OCT2, OCP1, OCP2: Khu đô thị Vinhomes Ocean Park 2 và 3 (Hưng Yên) - Hà Nội

### Đường sắt
Trên địa bàn tỉnh Hưng Yên có tuyến đường sắt Hà Nội - Hải Phòng dài 17 km, đi qua huyện Văn Lâm với ga Lạc Đạo và ga Tuấn Lương nhưng không đón trả khách. Mặc dù chưa phát triển mạnh về vận tải hành khách, tuyến đường sắt này vẫn đóng vai trò nhất định trong vận chuyển hàng hóa, đặc biệt là hàng công nghiệp, vật liệu xây dựng.

### Đường thủy
Với mạng lưới hệ thống sông ngòi dày đặc, cùng với vị trí địa lý giáp Vịnh Bắc Bộ (thuộc Biển Đông), Hưng Yên có điều kiện thuận lợi để phát triển giao thông đường thủy:
- Sông Hồng: Là tuyến vận tải thủy quốc gia rất quan trọng, chạy dọc phía Tây tỉnh, thuận tiện cho việc giao thương hàng hóa với Hà Nội và các tỉnh hạ lưu. Dọc sông có nhiều bến phà, bến đò phục vụ cho giao thông liên tỉnh.

- Sông Luộc, Sông Trà Lý, sông Bắc Hưng Hải: Là các tuyến vận tải thủy nội địa phục vụ vận chuyển nông sản, vật liệu xây dựng và phát triển các cụm công nghiệp ven sông.

- Cảng Diêm Điền: Là cảng biển - "cửa ngõ" có vai trò chiến lược trong phát triển kinh tế vùng ven biển.

## Hình ảnh

Công viên Sóng VinWonders (Vinhomes Ocean Park 2)
Trung tâm Đào tạo Bóng đá trẻ PVF - Bộ Công an
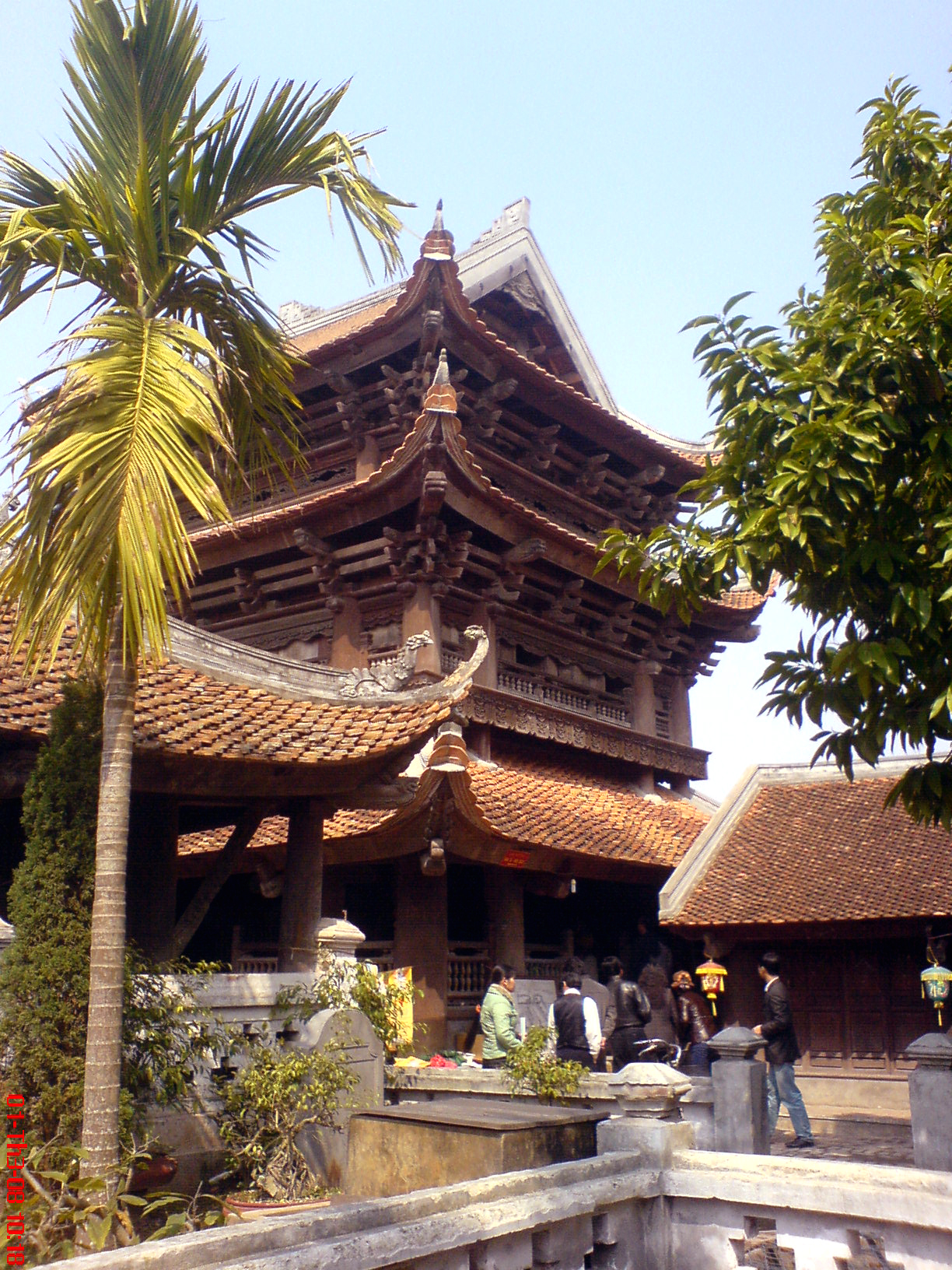
Chùa Keo
Chùa Phúc Lâm
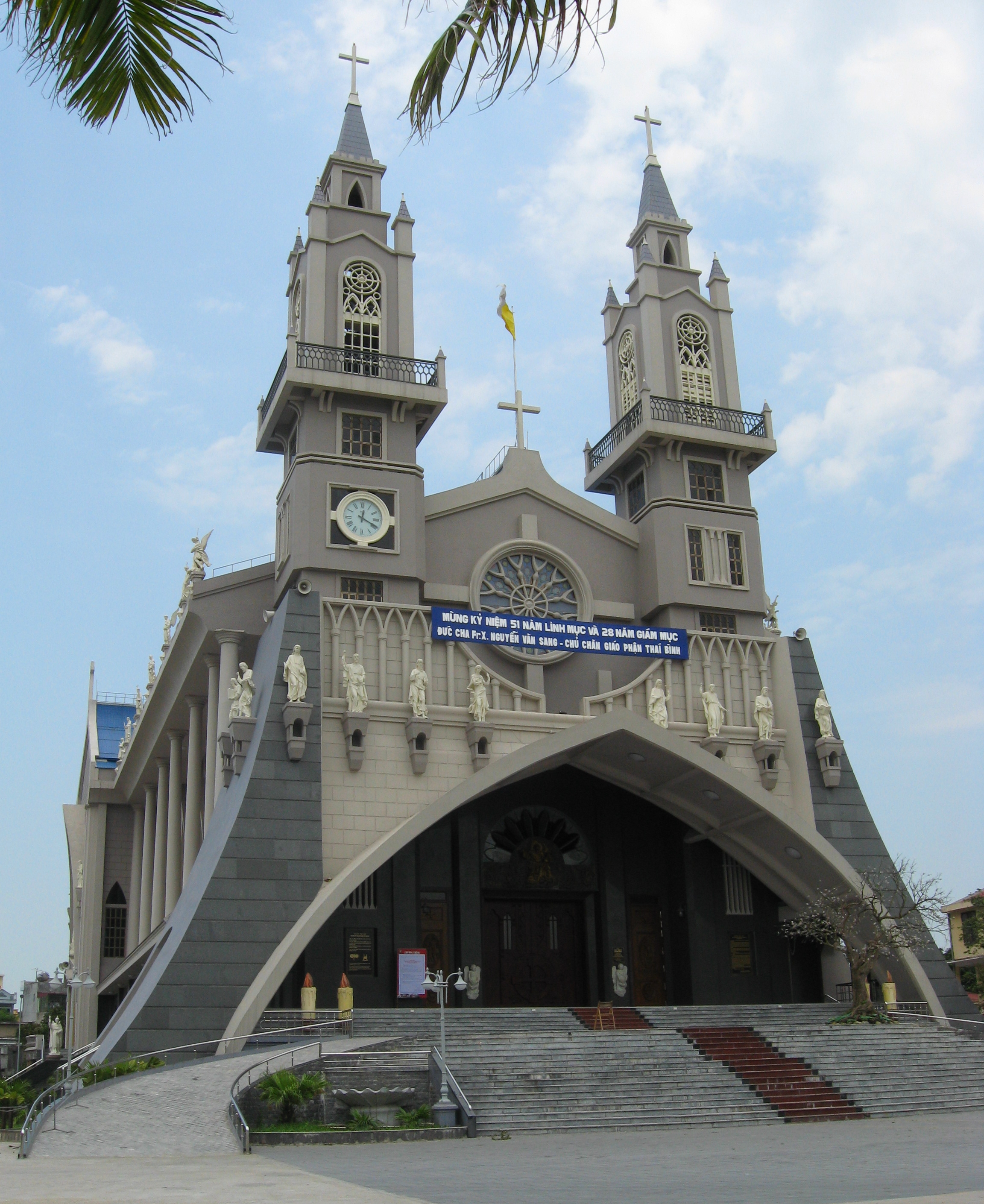
Nhà thờ Chính Tòa Thái Bình
Đài tưởng niệm liệt sĩ thành phố Hưng Yên